# Lijst van Wimbledonwinnaars
Dit is de Lijst van winnaars van het Wimbledon tennistoernooi sinds 1877, aangevuld met de finalisten.

## Mannenenkelspel
| Jaar              | Winnaar                                   | Verliezend finalist                       | Uitslag                                   |
| ----------------- | ----------------------------------------- | ----------------------------------------- | ----------------------------------------- |
| 1877              | Spencer Gore                              | William Marshall                          | 6-1, 6-2, 6-4                             |
| 1878              | Frank Hadow                               | Spencer Gore                              | 7-5, 6-1, 9-7                             |
| 1879              | John Hartley                              | Vere St. Leger Goold                      | 6-2, 6-4, 6-2                             |
| 1880              | John Hartley                              | Herbert Lawford                           | 6-3, 6-2, 2-6, 6-3                        |
| 1881              | William Renshaw                           | John Hartley                              | 6-0, 6-1, 6-1                             |
| 1882              | William Renshaw                           | Ernest Renshaw                            | 6-1, 2-6, 4-6, 6-2, 6-2                   |
| 1883              | William Renshaw                           | Ernest Renshaw                            | 2-6, 6-3, 6-3, 4-6, 6-3                   |
| 1884              | William Renshaw                           | Herbert Lawford                           | 6-0, 6-4, 9-7                             |
| 1885              | William Renshaw                           | Herbert Lawford                           | 7-5, 6-2, 4-6, 7-5                        |
| 1886              | William Renshaw                           | Herbert Lawford                           | 6-0, 5-7, 6-3, 6-4                        |
| 1887              | Herbert Lawford                           | Ernest Renshaw                            | 1-6, 6-3, 3-6, 6-4, 6-4                   |
| 1888              | Ernest Renshaw                            | Herbert Lawford                           | 6-3, 7-5, 6-0                             |
| 1889              | William Renshaw                           | Ernest Renshaw                            | 6-4, 6-1, 3-6, 6-0                        |
| 1890              | Willoughby Hamilton                       | William Renshaw                           | 6-8, 6-2, 3-6, 6-1, 6-1                   |
| 1891              | Wilfred Baddeley                          | Joshua Pim                                | 6-4, 1-6, 7-5, 6-0                        |
| 1892              | Wilfred Baddeley                          | Joshua Pim                                | 4-6, 6-3, 6-3, 6-2                        |
| 1893              | Joshua Pim                                | Wilfred Baddeley                          | 3-6, 6-1, 6-3, 6-2                        |
| 1894              | Joshua Pim                                | Wilfred Baddeley                          | 10-8, 6-2, 8-6                            |
| 1895              | Wilfred Baddeley                          | Wilberforce Eaves                         | 4-6, 2-6, 8-6, 6-2, 6-3                   |
| 1896              | Harold Mahony                             | Wilfred Baddeley                          | 6-2, 6-8, 5-7, 8-6, 6-3                   |
| 1897              | Reginald Doherty                          | Harold Mahony                             | 6-4, 6-4, 6-3                             |
| 1898              | Reginald Doherty                          | Laurence Doherty                          | 6-3, 6-3, 2-6, 5-7, 6-1                   |
| 1899              | Reginald Doherty                          | Arthur Gore                               | 1-6, 4-6, 6-3, 6-3, 6-3                   |
| 1900              | Reginald Doherty                          | Sydney Howard Smith                       | 6-8, 6-3, 6-1, 6-2                        |
| 1901              | Arthur Gore                               | Reginald Doherty                          | 4-6, 7-5, 6-4, 6-4                        |
| 1902              | Laurence Doherty                          | Arthur Gore                               | 6-4, 6-3, 3-6, 6-0                        |
| 1903              | Laurence Doherty                          | Frank Riseley                             | 7-5, 6-3, 6-0                             |
| 1904              | Laurence Doherty                          | Frank Riseley                             | 6-1, 7-5, 8-6                             |
| 1905              | Laurence Doherty                          | Norman Brookes                            | 8-6, 6-2, 6-4                             |
| 1906              | Laurence Doherty                          | Frank Riseley                             | 6-4, 4-6, 6-2, 6-3                        |
| 1907              | Norman Brookes                            | Arthur Gore                               | 6-4, 6-2, 6-2                             |
| 1908              | Arthur Gore                               | Herbert Barrett                           | 6-3, 6-2, 4-6, 3-6, 6-4                   |
| 1909              | Arthur Gore                               | Josiah Ritchie                            | 6-8, 1-6, 6-2, 6-2, 6-2                   |
| 1910              | Anthony Wilding                           | Arthur Gore                               | 6-4, 7-5, 4-6, 6-2                        |
| 1911              | Anthony Wilding                           | Herbert Barrett                           | 6-4, 4-6, 2-6, 6-2, opg.                  |
| 1912              | Anthony Wilding                           | Arthur Gore                               | 6-4, 6-4, 4-6, 6-4                        |
| 1913              | Anthony Wilding                           | Maurice McLoughlin                        | 8-6, 6-3, 10-8                            |
| 1914              | Norman Brookes                            | Anthony Wilding                           | 6-4, 6-4, 7-5                             |
| 1915–1918         | Niet gehouden vanwege Eerste Wereldoorlog | Niet gehouden vanwege Eerste Wereldoorlog | Niet gehouden vanwege Eerste Wereldoorlog |
| 1919              | Gerald Patterson                          | Norman Brookes                            | 6-3, 7-5, 6-2                             |
| 1920              | Bill Tilden                               | Gerald Patterson                          | 2-6, 6-2, 6-3, 6-4                        |
| 1921              | Bill Tilden                               | Brian Norton                              | 4-6, 2-6, 6-1, 6-0, 7-5                   |
| 1922              | Gerald Patterson                          | Randolph Lycett                           | 6-3, 6-4, 6-2                             |
| 1923              | Bill Johnston                             | Frank Hunter                              | 6-0, 6-3, 6-1                             |
| 1924              | Jean Borotra                              | René Lacoste                              | 6-1, 3-6, 6-1, 3-6, 6-4                   |
| 1925              | René Lacoste                              | Jean Borotra                              | 6-3, 6-3, 4-6, 8-6                        |
| 1926              | Jean Borotra                              | Howard Kinsey                             | 8-6, 6-1, 6-3                             |
| 1927              | Henri Cochet                              | Jean Borotra                              | 4-6, 4-6, 6-3, 6-4, 7-5                   |
| 1928              | René Lacoste                              | Henri Cochet                              | 6-1, 4-6, 6-4, 6-2                        |
| 1929              | Henri Cochet                              | Jean Borotra                              | 6-4, 6-3, 6-4                             |
| 1930              | Bill Tilden                               | Wilmer Allison, Jr.                       | 6-3, 9-7, 6-4                             |
| 1931              | Sidney Wood                               | Frank Shields                             | walk-over                                 |
| 1932              | Ellsworth Vines                           | Bunny Austin                              | 6-4, 6-2, 6-0                             |
| 1933              | Jack Crawford                             | Ellsworth Vines                           | 4-6, 11-9, 6-2, 2-6, 6-4                  |
| 1934              | Fred Perry                                | Jack Crawford                             | 6-3, 6-0, 7-5                             |
| 1935              | Fred Perry                                | Gottfried von Cramm                       | 6-2, 6-4, 6-4                             |
| 1936              | Fred Perry                                | Gottfried von Cramm                       | 6-1, 6-1, 6-0                             |
| 1937              | Don Budge                                 | Gottfried von Cramm                       | 6-3, 6-4, 6-2                             |
| 1938              | Don Budge                                 | Bunny Austin                              | 6-1, 6-0, 6-3                             |
| 1939              | Bobby Riggs                               | Elwood Cooke                              | 2-6, 8-6, 3-6, 6-3, 6-2                   |
| 1940–1945         | Niet gehouden vanwege Tweede Wereldoorlog | Niet gehouden vanwege Tweede Wereldoorlog | Niet gehouden vanwege Tweede Wereldoorlog |
| 1946              | Yvon Petra                                | Geoffrey Brown                            | 6-2, 6-4, 7-9, 5-7, 6-4                   |
| 1947              | Jack Kramer                               | Tom Brown                                 | 6-1, 6-3, 6-2                             |
| 1948              | Robert Falkenburg                         | John Bromwich                             | 7-5, 0-6, 6-2, 3-6, 7-5                   |
| 1949              | Ted Schroeder                             | Jaroslav Drobný                           | 3-6, 6-0, 6-3, 4-6, 6-4                   |
| 1950              | Budge Patty                               | Frank Sedgman                             | 6-1, 8-10, 6-2, 6-3                       |
| 1951              | Dick Savitt                               | Ken McGregor                              | 6-4, 6-4, 6-4                             |
| 1952              | Frank Sedgman                             | Jaroslav Drobný                           | 4-6, 6-2, 6-3, 6-2                        |
| 1953              | Vic Seixas                                | Kurt Nielsen                              | 9-7, 6-3, 6-4                             |
| 1954              | Jaroslav Drobný                           | Ken Rosewall                              | 13-11, 4-6, 6-2, 9-7                      |
| 1955              | Tony Trabert                              | Kurt Nielsen                              | 6-3, 7-5, 6-1                             |
| 1956              | Lew Hoad                                  | Ken Rosewall                              | 6-2, 4-6, 7-5, 6-4                        |
| 1957              | Lew Hoad                                  | Ashley Cooper                             | 6-1, 6-2, 6-1                             |
| 1958              | Ashley Cooper                             | Neale Fraser                              | 3-6, 6-3, 6-4, 13-11                      |
| 1959              | Alex Olmedo                               | Rod Laver                                 | 6-4, 6-3, 6-4                             |
| 1960              | Neale Fraser                              | Rod Laver                                 | 6-4, 3-6, 9-7, 7-5                        |
| 1961              | Rod Laver                                 | Chuck McKinley                            | 6-3, 6-1, 6-4                             |
| 1962              | Rod Laver                                 | Martin Mulligan                           | 6-2, 6-2, 6-1                             |
| 1963              | Chuck McKinley                            | Fred Stolle                               | 9-7, 6-1, 6-4                             |
| 1964              | Roy Emerson                               | Fred Stolle                               | 6-1, 12-10, 4-6, 6-3                      |
| 1965              | Roy Emerson                               | Fred Stolle                               | 6-2, 6-4, 6-4                             |
| 1966              | Manuel Santana                            | Dennis Ralston                            | 6-4, 11-9, 6-4                            |
| 1967              | John Newcombe                             | Wilhelm Bungert                           | 6-3, 6-1, 6-1                             |
| ↓ open tijdperk ↓ |                                           |                                           |                                           |
| 1968              | Rod Laver                                 | Tony Roche                                | 6-3, 6-4, 6-2                             |
| 1969              | Rod Laver                                 | John Newcombe                             | 6-4, 5-7, 6-4, 6-4                        |
| 1970              | John Newcombe                             | Ken Rosewall                              | 5-7, 6-3, 6-3, 3-6, 6-1                   |
| 1971              | John Newcombe                             | Stan Smith                                | 6-3, 5-7, 2-6, 6-4, 6-4                   |
| 1972              | Stan Smith                                | Ilie Năstase                              | 4-6, 6-3, 6-3, 4-6, 7-5                   |
| 1973              | Jan Kodeš                                 | Alex Metreveli                            | 6-1, 9-8, 6-3                             |
| 1974              | Jimmy Connors                             | Ken Rosewall                              | 6-1, 6-1, 6-4                             |
| 1975              | Arthur Ashe                               | Jimmy Connors                             | 6-1, 6-1, 5-7, 6-4                        |
| 1976              | Björn Borg                                | Ilie Năstase                              | 6-4, 6-2, 9-7                             |
| 1977              | Björn Borg                                | Jimmy Connors                             | 3-6, 6-2, 6-1, 5-7, 6-4                   |
| 1978              | Björn Borg                                | Jimmy Connors                             | 6-2, 6-2, 6-3                             |
| 1979              | Björn Borg                                | Roscoe Tanner                             | 6-7, 6-1, 3-6, 6-3, 6-4                   |
| 1980              | Björn Borg                                | John McEnroe                              | 1-6, 7-5, 6-3, 6-7, 8-6                   |
| 1981              | John McEnroe                              | Björn Borg                                | 4-6, 7-6, 7-6, 6-4                        |
| 1982              | Jimmy Connors                             | John McEnroe                              | 3-6, 6-3, 6-7, 7-6, 6-4                   |
| 1983              | John McEnroe                              | Chris Lewis                               | 6-2, 6-2, 6-2                             |
| 1984              | John McEnroe                              | Jimmy Connors                             | 6-1, 6-1, 6-2                             |
| 1985              | Boris Becker                              | Kevin Curren                              | 6-3, 6-7, 7-6, 6-4                        |
| 1986              | Boris Becker                              | Ivan Lendl                                | 6-4, 6-3, 7-5                             |
| 1987              | Pat Cash                                  | Ivan Lendl                                | 7-6, 6-2, 7-5                             |
| 1988              | Stefan Edberg                             | Boris Becker                              | 4-6, 7-6, 6-4, 6-2                        |
| 1989              | Boris Becker                              | Stefan Edberg                             | 6-0, 7-6, 6-4                             |
| 1990              | Stefan Edberg                             | Boris Becker                              | 6-2, 6-2, 3-6, 3-6, 6-4                   |
| 1991              | Michael Stich                             | Boris Becker                              | 6-4, 7-6, 6-4                             |
| 1992              | Andre Agassi                              | Goran Ivanišević                          | 6-7, 6-4, 6-4, 1-6, 6-4                   |
| 1993              | Pete Sampras                              | Jim Courier                               | 7-6, 7-6, 3-6, 6-3                        |
| 1994              | Pete Sampras                              | Goran Ivanišević                          | 7-6, 7-6, 6-0                             |
| 1995              | Pete Sampras                              | Boris Becker                              | 6-7, 6-2, 6-4, 6-2                        |
| 1996              | Richard Krajicek                          | MaliVai Washington                        | 6-3, 6-4, 6-3                             |
| 1997              | Pete Sampras                              | Cédric Pioline                            | 6-4, 6-2, 6-4                             |
| 1998              | Pete Sampras                              | Goran Ivanišević                          | 6-7, 7-6, 6-4, 3-6, 6-2                   |
| 1999              | Pete Sampras                              | Andre Agassi                              | 6-3, 6-4, 7-5                             |
| 2000              | Pete Sampras                              | Patrick Rafter                            | 6-7, 7-6, 6-4, 6-2                        |
| 2001              | Goran Ivanišević                          | Patrick Rafter                            | 6-3, 3-6, 6-3, 2-6, 9-7                   |
| 2002              | Lleyton Hewitt                            | David Nalbandian                          | 6-1, 6-3, 6-2                             |
| 2003              | Roger Federer                             | Mark Philippoussis                        | 7-6, 6-2, 7-6                             |
| 2004              | Roger Federer                             | Andy Roddick                              | 4-6, 7-5, 7-6, 6-4                        |
| 2005              | Roger Federer                             | Andy Roddick                              | 6-2, 7-6, 6-4                             |
| 2006              | Roger Federer                             | Rafael Nadal                              | 6-0, 7-6, 6-7, 6-3                        |
| 2007              | Roger Federer                             | Rafael Nadal                              | 7-6, 4-6, 7-6, 2-6, 6-2                   |
| 2008              | Rafael Nadal                              | Roger Federer                             | 6-4, 6-4, 6-7, 6-7, 9-7                   |
| 2009              | Roger Federer                             | Andy Roddick                              | 5-7, 7-6, 7-6, 3-6, 16-14                 |
| 2010              | Rafael Nadal                              | Tomáš Berdych                             | 6-3, 7-5, 6-4                             |
| 2011              | Novak Đoković                             | Rafael Nadal                              | 6-4, 6-1, 1-6, 6-3                        |
| 2012              | Roger Federer                             | Andy Murray                               | 4-6, 7-5, 6-3, 6-4                        |
| 2013              | Andy Murray                               | Novak Đoković                             | 6-4, 7-5, 6-4                             |
| 2014              | Novak Đoković                             | Roger Federer                             | 6-7, 6-4, 7-6, 5-7, 6-4                   |
| 2015              | Novak Đoković                             | Roger Federer                             | 7-6, 6-7, 6-4, 6-3                        |
| 2016              | Andy Murray                               | Milos Raonic                              | 6-4, 7-6, 7-6                             |
| 2017              | Roger Federer                             | Marin Čilić                               | 6-3, 6-1, 6-4                             |
| 2018              | Novak Đoković                             | Kevin Anderson                            | 6-2, 6-2, 7-6                             |
| 2019              | Novak Đoković                             | Roger Federer                             | 7-6, 1-6, 7-6, 4-6, 13-12                 |
| 2020              | Niet gehouden vanwege coronapandemie      | Niet gehouden vanwege coronapandemie      | Niet gehouden vanwege coronapandemie      |
| 2021              | Novak Đoković                             | Matteo Berrettini                         | 6-7, 6-4, 6-4, 6-3                        |
| 2022              | Novak Đoković                             | Nick Kyrgios                              | 4-6, 6-3, 6-4, 7-6                        |
| 2023              | Carlos Alcaraz                            | Novak Đoković                             | 1-6, 7-6, 6-1, 3-6, 6-4                   |
| 2024              | Carlos Alcaraz                            | Novak Đoković                             | 6-2, 6-2, 7-6                             |
| 2025              | Jannik Sinner                             | Carlos Alcaraz                            | 4-6, 6-4, 6-4, 6-4                        |

## Vrouwenenkelspel
| Jaar              | Winnares                                  | Verliezend finaliste                      | Uitslag                                   |
| ----------------- | ----------------------------------------- | ----------------------------------------- | ----------------------------------------- |
| 1884              | Maud Watson                               | Lilian Watson                             | 6-8, 6-3, 6-3                             |
| 1885              | Maud Watson                               | Blanche Bingley                           | 6-1, 7-5                                  |
| 1886              | Blanche Bingley                           | Maud Watson                               | 6-3, 6-3                                  |
| 1887              | Lottie Dod                                | Blanche Bingley                           | 6-2, 6-0                                  |
| 1888              | Lottie Dod                                | Blanche Bingley-Hillyard                  | 6-3, 6-3                                  |
| 1889              | Blanche Bingley-Hillyard                  | Helena Rice                               | 4-6, 8-6, 6-4                             |
| 1890              | Helena Rice                               | May Jacks                                 | 6-4, 6-1                                  |
| 1891              | Lottie Dod                                | Blanche Bingley-Hillyard                  | 6-2, 6-1                                  |
| 1892              | Lottie Dod                                | Blanche Bingley-Hillyard                  | 6-1, 6-1                                  |
| 1893              | Lottie Dod                                | Blanche Bingley-Hillyard                  | 6-8, 6-1, 6-4                             |
| 1894              | Blanche Bingley-Hillyard                  | Edith Austin                              | 6-1, 6-1                                  |
| 1895              | Charlotte Cooper                          | Helen Jackson                             | 7-5, 8-6                                  |
| 1896              | Charlotte Cooper                          | Alice Simpson-Pickering                   | 6-2, 6-3                                  |
| 1897              | Blanche Bingley-Hillyard                  | Charlotte Cooper                          | 5-7, 7-5, 6-2                             |
| 1898              | Charlotte Cooper                          | Louise Martin                             | 6-4, 6-4                                  |
| 1899              | Blanche Bingley-Hillyard                  | Charlotte Cooper                          | 6-2, 6-3                                  |
| 1900              | Blanche Bingley-Hillyard                  | Charlotte Cooper                          | 4-6, 6-4, 6-4                             |
| 1901              | Charlotte Cooper                          | Blanche Bingley-Hillyard                  | 6-2, 6-2                                  |
| 1902              | Muriel Robb                               | Charlotte Cooper                          | 7-5, 6-1                                  |
| 1903              | Dorothea Douglass                         | Ethel Thomson                             | 4-6, 6-4, 6-2                             |
| 1904              | Dorothea Douglass                         | Charlotte Cooper                          | 6-0, 6-3                                  |
| 1905              | May Sutton                                | Dorothea Douglass                         | 6-3, 6-4                                  |
| 1906              | Dorothea Douglass                         | May Sutton                                | 6-3, 9-7                                  |
| 1907              | May Sutton                                | Dorothea Douglass                         | 6-1, 6-4                                  |
| 1908              | Charlotte Cooper                          | Agnes Morton                              | 6-4, 6-4                                  |
| 1909              | Dora Boothby                              | Agnes Morton                              | 6-4, 4-6, 8-6                             |
| 1910              | Dorothea Douglass-Chambers                | Dora Boothby                              | 6-2, 6-2                                  |
| 1911              | Dorothea Douglass-Chambers                | Dora Boothby                              | 6-0, 6-0                                  |
| 1912              | Ethel Thomson-Larcombe                    | Charlotte Cooper                          | 6-3, 6-1                                  |
| 1913              | Dorothea Douglass-Chambers                | Winifred Slocock McNair                   | 6-0, 6-4                                  |
| 1914              | Dorothea Douglass-Chambers                | Ethel Thomson-Larcombe                    | 7-5, 6-4                                  |
| 1915–1918         | Niet gehouden vanwege Eerste Wereldoorlog | Niet gehouden vanwege Eerste Wereldoorlog | Niet gehouden vanwege Eerste Wereldoorlog |
| 1919              | Suzanne Lenglen                           | Dorothea Douglass-Chambers                | 10-8, 4-6, 9-7                            |
| 1920              | Suzanne Lenglen                           | Dorothea Douglass-Chambers                | 6-3, 6-0                                  |
| 1921              | Suzanne Lenglen                           | Elizabeth Ryan                            | 6-2, 6-0                                  |
| 1922              | Suzanne Lenglen                           | Molla Bjurstedt-Mallory                   | 6-2, 6-0                                  |
| 1923              | Suzanne Lenglen                           | Kitty McKane                              | 6-2, 6-2                                  |
| 1924              | Kitty McKane                              | Helen Wills-Moody                         | 4-6, 6-4, 6-4                             |
| 1925              | Suzanne Lenglen                           | Joan Fry Lakeman                          | 6-2, 6-0                                  |
| 1926              | Kitty McKane Godfree                      | Lilí de Álvarez                           | 6-2, 4-6, 6-3                             |
| 1927              | Helen Wills-Moody                         | Lilí de Álvarez                           | 6-2, 6-4                                  |
| 1928              | Helen Wills-Moody                         | Lilí de Álvarez                           | 6-2, 6-3                                  |
| 1929              | Helen Wills-Moody                         | Helen Hull Jacobs                         | 6-1, 6-2                                  |
| 1930              | Helen Wills-Moody                         | Elizabeth Ryan                            | 6-2, 6-2                                  |
| 1931              | Cilly Aussem                              | Hilde Krahwinkel                          | 6-2, 7-5                                  |
| 1932              | Helen Wills-Moody                         | Helen Hull Jacobs                         | 6-3, 6-1                                  |
| 1933              | Helen Wills-Moody                         | Dorothy Round                             | 6-4, 6-8, 6-3                             |
| 1934              | Dorothy Round                             | Helen Hull Jacobs                         | 6-2, 5-7, 6-3                             |
| 1935              | Helen Wills-Moody                         | Helen Hull Jacobs                         | 6-3, 3-6, 7-5                             |
| 1936              | Helen Hull Jacobs                         | Hilde Krahwinkel-Sperling                 | 6-2, 4-6, 7-5                             |
| 1937              | Dorothy Round                             | Jadwiga Jędrzejowska                      | 6-2, 2-6, 7-5                             |
| 1938              | Helen Wills-Moody                         | Helen Hull Jacobs                         | 6-4, 6-0                                  |
| 1939              | Alice Marble                              | Kay Stammers Bullitt                      | 6-2, 6-0                                  |
| 1940–1945         | Niet gehouden vanwege Tweede Wereldoorlog | Niet gehouden vanwege Tweede Wereldoorlog | Niet gehouden vanwege Tweede Wereldoorlog |
| 1946              | Pauline Betz                              | Louise Brough                             | 6-2, 6-4                                  |
| 1947              | Margaret Osborne-duPont                   | Doris Hart                                | 6-2, 6-4                                  |
| 1948              | Louise Brough                             | Doris Hart                                | 6-3, 8-6                                  |
| 1949              | Louise Brough                             | Margaret Osborne-duPont                   | 10-8, 1-6, 10-8                           |
| 1950              | Louise Brough                             | Margaret Osborne-duPont                   | 6-1, 3-6, 6-1                             |
| 1951              | Doris Hart                                | Shirley Fry                               | 6-1, 6-0                                  |
| 1952              | Maureen Connolly                          | Louise Brough                             | 6-4, 6-3                                  |
| 1953              | Maureen Connolly                          | Doris Hart                                | 8-6, 7-5                                  |
| 1954              | Maureen Connolly                          | Louise Brough                             | 6-2, 7-5                                  |
| 1955              | Louise Brough                             | Beverly Baker-Fleitz                      | 7-5, 8-6                                  |
| 1956              | Shirley Fry                               | Angela Buxton                             | 6-3, 6-1                                  |
| 1957              | Althea Gibson                             | Darlene Hard                              | 6-3, 6-2                                  |
| 1958              | Althea Gibson                             | Angela Mortimer                           | 8-6, 6-2                                  |
| 1959              | Maria Bueno                               | Darlene Hard                              | 6-4, 6-3                                  |
| 1960              | Maria Bueno                               | Sandra Reynolds                           | 8-6, 6-0                                  |
| 1961              | Angela Mortimer                           | Christine Truman                          | 4-6, 6-4, 7-5                             |
| 1962              | Karen Hantze-Susman                       | Věra Suková                               | 6-4, 6-4                                  |
| 1963              | Margaret Smith                            | Billie Jean Moffitt                       | 6-3, 6-4                                  |
| 1964              | Maria Bueno                               | Margaret Smith                            | 6-4, 7-9, 6-3                             |
| 1965              | Margaret Smith                            | Maria Bueno                               | 6-4, 7-5                                  |
| 1966              | Billie Jean King                          | Maria Bueno                               | 6-3, 3-6, 6-1                             |
| 1967              | Billie Jean King                          | Ann Haydon-Jones                          | 6-3, 6-4                                  |
| ↓ open tijdperk ↓ |                                           |                                           |                                           |
| 1968              | Billie Jean King                          | Judy Tegart                               | 9-7, 7-5                                  |
| 1969              | Ann Haydon-Jones                          | Billie Jean King                          | 3-6, 6-3, 6-2                             |
| 1970              | Margaret Court                            | Billie Jean King                          | 14-12, 11-9                               |
| 1971              | Evonne Goolagong                          | Margaret Court                            | 6-4, 6-1                                  |
| 1972              | Billie Jean King                          | Evonne Goolagong                          | 6-3, 6-3                                  |
| 1973              | Billie Jean King                          | Chris Evert                               | 6-0, 7-5                                  |
| 1974              | Chris Evert                               | Olga Morozova                             | 6-0, 6-4                                  |
| 1975              | Billie Jean King                          | Evonne Goolagong                          | 6-0, 6-1                                  |
| 1976              | Chris Evert                               | Evonne Goolagong                          | 6-3, 4-6, 8-6                             |
| 1977              | Virginia Wade                             | Betty Stöve                               | 4-6, 6-3, 6-1                             |
| 1978              | Martina Navrátilová                       | Chris Evert                               | 2-6, 6-4, 7-5                             |
| 1979              | Martina Navrátilová                       | Chris Evert                               | 6-4, 6-4                                  |
| 1980              | Evonne Goolagong                          | Chris Evert                               | 6-1, 7-6                                  |
| 1981              | Chris Evert                               | Hana Mandlíková                           | 6-2, 6-2                                  |
| 1982              | Martina Navrátilová                       | Chris Evert                               | 6-1, 3-6, 6-2                             |
| 1983              | Martina Navrátilová                       | Andrea Jaeger                             | 6-0, 6-3                                  |
| 1984              | Martina Navrátilová                       | Chris Evert                               | 7-6, 6-2                                  |
| 1985              | Martina Navrátilová                       | Chris Evert                               | 4-6, 6-3, 6-2                             |
| 1986              | Martina Navrátilová                       | Hana Mandlíková                           | 7-6, 6-3                                  |
| 1987              | Martina Navrátilová                       | Steffi Graf                               | 7-5, 6-3                                  |
| 1988              | Steffi Graf                               | Martina Navrátilová                       | 5-7, 6-2, 6-1                             |
| 1989              | Steffi Graf                               | Martina Navrátilová                       | 6-2, 6-7, 6-1                             |
| 1990              | Martina Navrátilová                       | Zina Garrison                             | 6-4, 6-1                                  |
| 1991              | Steffi Graf                               | Gabriela Sabatini                         | 6-3, 7-6                                  |
| 1992              | Steffi Graf                               | Monica Seles                              | 6-2, 6-1                                  |
| 1993              | Steffi Graf                               | Jana Novotná                              | 7-6, 1-6, 6-4                             |
| 1994              | Conchita Martínez                         | Martina Navrátilová                       | 6-4, 3-6, 6-3                             |
| 1995              | Steffi Graf                               | Arantxa Sánchez Vicario                   | 4-6, 6-1, 7-5                             |
| 1996              | Steffi Graf                               | Arantxa Sánchez Vicario                   | 6-3, 7-5                                  |
| 1997              | Martina Hingis                            | Jana Novotná                              | 2-6, 6-3, 6-3                             |
| 1998              | Jana Novotná                              | Nathalie Tauziat                          | 6-4, 7-6                                  |
| 1999              | Lindsay Davenport                         | Steffi Graf                               | 6-4, 7-5                                  |
| 2000              | Venus Williams                            | Lindsay Davenport                         | 6-3, 7-6                                  |
| 2001              | Venus Williams                            | Justine Henin                             | 6-1, 3-6, 6-0                             |
| 2002              | Serena Williams                           | Venus Williams                            | 7-6, 6-3                                  |
| 2003              | Serena Williams                           | Venus Williams                            | 4-6, 6-4, 6-2                             |
| 2004              | Maria Sjarapova                           | Serena Williams                           | 6-1, 6-4                                  |
| 2005              | Venus Williams                            | Lindsay Davenport                         | 4-6, 7-6, 9-7                             |
| 2006              | Amélie Mauresmo                           | Justine Henin                             | 2-6, 6-3, 6-4                             |
| 2007              | Venus Williams                            | Marion Bartoli                            | 6-4, 6-1                                  |
| 2008              | Venus Williams                            | Serena Williams                           | 7-5, 6-4                                  |
| 2009              | Serena Williams                           | Venus Williams                            | 7-6, 6-2                                  |
| 2010              | Serena Williams                           | Vera Zvonarjova                           | 6-3, 6-2                                  |
| 2011              | Petra Kvitová                             | Maria Sjarapova                           | 6-3, 6-4                                  |
| 2012              | Serena Williams                           | Agnieszka Radwańska                       | 6-1, 5-7, 6-2                             |
| 2013              | Marion Bartoli                            | Sabine Lisicki                            | 6-1, 6-4                                  |
| 2014              | Petra Kvitová                             | Eugenie Bouchard                          | 6-3, 6-0                                  |
| 2015              | Serena Williams                           | Garbiñe Muguruza                          | 6-4, 6-4                                  |
| 2016              | Serena Williams                           | Angelique Kerber                          | 7-5, 6-3                                  |
| 2017              | Garbiñe Muguruza                          | Venus Williams                            | 7-5, 6-0                                  |
| 2018              | Angelique Kerber                          | Serena Williams                           | 6-3, 6-3                                  |
| 2019              | Simona Halep                              | Serena Williams                           | 6-2, 6-2                                  |
| 2020              | Niet gehouden vanwege coronapandemie      | Niet gehouden vanwege coronapandemie      | Niet gehouden vanwege coronapandemie      |
| 2021              | Ashleigh Barty                            | Karolína Plíšková                         | 6-3, 6-7, 6-3                             |
| 2022              | Jelena Rybakina                           | Ons Jabeur                                | 3-6, 6-2, 6-2                             |
| 2023              | Markéta Vondroušová                       | Ons Jabeur                                | 6-4, 6-4                                  |
| 2024              | Barbora Krejčíková                        | Jasmine Paolini                           | 6-2, 2-6, 6-4                             |
| 2025              | Iga Świątek                               | Amanda Anisimova                          | 6-0, 6-0                                  |

## Mannendubbelspel
| Jaar              | Winnaars                                  | Verliezend finalisten                     | Uitslag                                   |
| ----------------- | ----------------------------------------- | ----------------------------------------- | ----------------------------------------- |
| 1884              | William Renshaw Ernest Renshaw            | Ernest W. Lewis Teddy Williams            | 6-3, 6-1, 1-6, 6-4                        |
| 1885              | William Renshaw Ernest Renshaw            | Claude Farrer Arthur Stanley              | 6-3, 6-3, 10-8                            |
| 1886              | William Renshaw Ernest Renshaw            | Claude Farrer Arthur Stanley              | 6-3, 6-3, 4-6, 7-5                        |
| 1887              | Herbert Wilberforce Patrick Bowes-Lyon    | James Crispe Edward Barratt-Smith         | 7-5, 6-3, 6-2                             |
| 1888              | William Renshaw Ernest Renshaw            | Herbert Wilberforce Patrick Bowes-Lyon    | 2-6, 1-6, 6-3, 6-4, 6-3                   |
| 1889              | William Renshaw Ernest Renshaw            | George Hillyard Ernest W. Lewis           | 6-4, 6-4, 3-6, 0-6, 6-1                   |
| 1890              | Joshua Pim Frank Stoker                   | George Hillyard Ernest W. Lewis           | 6-0, 7-5, 6-4                             |
| 1891              | Wilfred Baddeley Herbert Baddeley         | Joshua Pim Frank Stoker                   | 6-1, 6-3, 1-6, 6-2                        |
| 1892              | Harry S. Barlow Ernest W. Lewis           | Wilfred Baddeley Herbert Baddeley         | 4-6, 6-2, 8-6, 6-4                        |
| 1893              | Joshua Pim Frank Stoker                   | Harry S. Barlow Ernest W. Lewis           | 4-6, 6-3, 6-1, 2-6, 6-0                   |
| 1894              | Wilfred Baddeley Herbert Baddeley         | Harry S. Barlow Ernest W. Lewis           | 5-7, 7-5, 4-6, 6-3, 8-6                   |
| 1895              | Wilfred Baddeley Herbert Baddeley         | Wilberforce Eaves Ernest W. Lewis         | 8-6, 5-7, 6-4, 6-3                        |
| 1896              | Wilfred Baddeley Herbert Baddeley         | Reginald Doherty Harold Nisbet            | 1-6, 3-6, 6-4, 6-2, 6-1                   |
| 1897              | Laurence Doherty Reginald Doherty         | Wilfred Baddeley Herbert Baddeley         | 6-4, 4-6, 8-6, 6-4                        |
| 1898              | Laurence Doherty Reginald Doherty         | Clarence Hobart Harold Nisbet             | 6-4, 6-4, 6-2                             |
| 1899              | Laurence Doherty Reginald Doherty         | Clarence Hobart Harold Nisbet             | 7-5, 6-0, 6-2                             |
| 1900              | Laurence Doherty Reginald Doherty         | Herbert Barrett Harold Nisbet             | 9-7, 7-5, 4-6, 3-6, 6-3                   |
| 1901              | Laurence Doherty Reginald Doherty         | Dwight Filley Davis Holcombe Ward         | 4-6, 6-2, 6-3, 9-7                        |
| 1902              | Frank Riseley Sydney Howard Smith         | Laurence Doherty Reginald Doherty         | 4-6, 8-6, 6-3, 4-6, 11-9                  |
| 1903              | Laurence Doherty Reginald Doherty         | Frank Riseley Sydney Howard Smith         | 6-4, 6-4, 6-4                             |
| 1904              | Laurence Doherty Reginald Doherty         | Frank Riseley Sydney Howard Smith         | 6-1, 6-2, 6-4                             |
| 1905              | Laurence Doherty Reginald Doherty         | Frank Riseley Sydney Howard Smith         | 6-2, 6-4, 6-8, 6-3                        |
| 1906              | Frank Riseley Sydney Howard Smith         | Laurence Doherty Reginald Doherty         | 6-8, 6-4, 5-7, 6-3, 6-3                   |
| 1907              | Norman Brookes Anthony Wilding            | Karl Behr Beals Wright                    | 6-4, 6-4, 6-2                             |
| 1908              | Josiah Ritchie Anthony Wilding            | Arthur Gore Herbert Barrett               | 6-1, 6-2, 1-6, 9-7                        |
| 1909              | Arthur Gore Herbert Barrett               | Stanley Doust Harry Parker                | 6-2, 6-1, 6-4                             |
| 1910              | Josiah Ritchie Anthony Wilding            | Arthur Gore Herbert Barrett               | 6-1, 6-1, 6-2                             |
| 1911              | Max Décugis André Gobert                  | Josiah Ritchie Anthony Wilding            | 9-7, 5-7, 6-3, 2-6, 6-2                   |
| 1912              | Herbert Barrett Charles Dixon             | Max Décugis André Gobert                  | 3-6, 6-3, 6-4, 7-5                        |
| 1913              | Herbert Barrett Charles Dixon             | Heinrich Kleinschroth Friedrich Rahe      | 6-2, 6-4, 4-6, 6-2                        |
| 1914              | Norman Brookes Anthony Wilding            | Herbert Barrett Charles Dixon             | 6-1, 6-1, 5-7, 8-6                        |
| 1915–1918         | Niet gehouden vanwege Eerste Wereldoorlog | Niet gehouden vanwege Eerste Wereldoorlog | Niet gehouden vanwege Eerste Wereldoorlog |
| 1919              | Ronald Thomas Pat O'Hara Wood             | Rodney Heath Randolph Lycett              | 6-4, 6-2, 4-6, 6-2                        |
| 1920              | Chuck Garland Richard Norris Williams     | Algernon Kingscote James Cecil Parke      | 4-6, 6-4, 7-5, 6-2                        |
| 1921              | Randolph Lycett Max Woosnam               | Arthur Lowe Gordon Lowe                   | 6-3, 6-0, 7-5                             |
| 1922              | James Anderson Randolph Lycett            | Gerald Patterson Pat O'Hara Wood          | 3-6, 7-9, 6-4, 6-3, 11-9                  |
| 1923              | Randolph Lycett Leslie Godfree            | Eduardo Flaquer Manuel de Gomar           | 6-3, 6-4, 3-6, 6-3                        |
| 1924              | Francis Hunter Vincent Richards           | Watson Washburn Richard Norris Williams   | 6-3, 3-6, 8-10, 8-6, 6-3                  |
| 1925              | Jean Borotra René Lacoste                 | Ray Casey John F. Hennessey               | 6-4, 11-9, 4-6, 1-6, 6-3                  |
| 1926              | Jacques Brugnon Henri Cochet              | Howard Kinsey Vincent Richards            | 7-5, 4-6, 6-3, 6-2                        |
| 1927              | Francis Hunter Bill Tilden                | Jacques Brugnon Henri Cochet              | 1-6, 4-6, 8-6, 6-3, 6-4                   |
| 1928              | Jacques Brugnon Henri Cochet              | John Hawkes Gerald Patterson              | 13-11, 6-4, 6-4                           |
| 1929              | Wilmer Allison John Van Ryn               | Ian Collins Colin Gregory                 | 6-4, 5-7, 6-3, 10-12, 6-4                 |
| 1930              | Wilmer Allison John Van Ryn               | John Doeg George Lott                     | 6-3, 6-3, 6-2                             |
| 1931              | George Lott John Van Ryn                  | Jacques Brugnon Henri Cochet              | 6-2, 10-8, 9-11, 3-6, 6-3                 |
| 1932              | Jean Borotra Jacques Brugnon              | Pat Hughes Fred Perry                     | 6-0, 4-6, 3-6, 7-5, 7-5                   |
| 1933              | Jean Borotra Jacques Brugnon              | Ryosuke Nunoi Jiro Sato                   | 4-6, 6-3, 6-3, 7-5                        |
| 1934              | George Lott Lester Stoefen                | Jean Borotra Jacques Brugnon              | 6-2, 6-3, 6-4                             |
| 1935              | Jack Crawford Adrian Quist                | Wilmer Allison John Van Ryn               | 6-3, 5-7, 6-2, 5-7, 7-5                   |
| 1936              | Pat Hughes Raymond Tuckey                 | Charles Hare Frank Wilde                  | 6-4, 3-6, 7-9, 6-1, 6-4                   |
| 1937              | Don Budge Gene Mako                       | Pat Hughes Raymond Tuckey                 | 6-0, 6-4, 6-8, 6-1                        |
| 1938              | Don Budge Gene Mako                       | Henner Henkel Georg von Metaxa            | 6-0, 6-4, 6-8, 6-1                        |
| 1939              | Elwood Cooke Bobby Riggs                  | Charles Hare Frank Wilde                  | 6-3, 3-6, 6-3, 9-7                        |
| 1940–1945         | Niet gehouden vanwege Tweede Wereldoorlog | Niet gehouden vanwege Tweede Wereldoorlog | Niet gehouden vanwege Tweede Wereldoorlog |
| 1946              | Tom Brown Jack Kramer                     | Geoffrey Brown Dinny Pails                | 6-4, 6-4, 6-2                             |
| 1947              | Robert Falkenburg Jack Kramer             | Tony Mottram Bill Sidwell                 | 8-6, 6-3, 6-3                             |
| 1948              | John Bromwich Frank Sedgman               | Tom Brown Gardnar Mulloy                  | 5-7, 7-5, 7-5, 9-7                        |
| 1949              | Pancho Gonzales Frank Parker              | Gardnar Mulloy Ted Schroeder              | 6-4, 6-4, 6-2                             |
| 1950              | John Bromwich Adrian Quist                | Geoffrey Brown Bill Sidwell               | 7-5, 3-6, 6-3, 3-6, 6-2                   |
| 1951              | Ken McGregor Frank Sedgman                | Jaroslav Drobný Eric Sturgess             | 3-6, 6-2, 6-3, 3-6, 6-3                   |
| 1952              | Ken McGregor Frank Sedgman                | Vic Seixas Eric Sturgess                  | 6-3, 7-5, 6-4                             |
| 1953              | Lew Hoad Ken Rosewall                     | Rex Hartwig Mervyn Rose                   | 6-4, 7-5, 4-6, 7-5                        |
| 1954              | Rex Hartwig Mervyn Rose                   | Vic Seixas Tony Trabert                   | 6-4, 6-4, 3-6, 6-4                        |
| 1955              | Rex Hartwig Lew Hoad                      | Neale Fraser Ken Rosewall                 | 7-5, 6-4, 6-3                             |
| 1956              | Lew Hoad Ken Rosewall                     | Nicola Pietrangeli Orlando Sirola         | 7-5, 6-2, 6-1                             |
| 1957              | Gardnar Mulloy Budge Patty                | Neale Fraser Lew Hoad                     | 8-10, 6-4, 6-4, 6-4                       |
| 1958              | Sven Davidson Ulf Schmidt                 | Ashley Cooper Neale Fraser                | 6-4, 6-4, 8-6                             |
| 1959              | Roy Emerson Neale Fraser                  | Rod Laver Bob Mark                        | 8-6, 6-3, 14-16, 9-7                      |
| 1960              | Rafael Osuna Dennis Ralston               | Mike Davies Bobby Wilson                  | 7-5, 6-3, 10-8                            |
| 1961              | Roy Emerson Neale Fraser                  | Bob Hewitt Fred Stolle                    | 6-4, 6-8, 6-4, 6-8, 8-6                   |
| 1962              | Bob Hewitt Fred Stolle                    | Boro Jovanović Nikola Pilić               | 6-2, 5-7, 6-2, 6-4                        |
| 1963              | Rafael Osuna Antonio Palafox              | Jean-Claude Barclay Pierre Darmon         | 4-6, 6-2, 6-2, 6-2                        |
| 1964              | Bob Hewitt Fred Stolle                    | Roy Emerson Ken Fletcher                  | 7-5, 11-9, 6-4                            |
| 1965              | John Newcombe Tony Roche                  | Ken Fletcher Bob Hewitt                   | 7-5, 6-3, 6-4                             |
| 1966              | Ken Fletcher John Newcombe                | Bill Bowrey Owen Davidson                 | 6-3, 6-4, 3-6, 6-3                        |
| 1967              | Bob Hewitt Frew McMillan                  | Roy Emerson Ken Fletcher                  | 6-2, 6-3, 6-4                             |
| ↓ open tijdperk ↓ |                                           |                                           |                                           |
| 1968              | John Newcombe Tony Roche                  | Ken Rosewall Fred Stolle                  | 3-6, 8-6, 5-7, 14-12, 6-3                 |
| 1969              | John Newcombe Tony Roche                  | Tom Okker Marty Riessen                   | 7-5, 11-9, 6-3                            |
| 1970              | John Newcombe Tony Roche                  | Ken Rosewall Fred Stolle                  | 10-8, 6-3, 6-1                            |
| 1971              | Roy Emerson Rod Laver                     | Arthur Ashe Dennis Ralston                | 4-6, 9-7, 6-8, 6-4, 6-4                   |
| 1972              | Bob Hewitt Frew McMillan                  | Stan Smith Erik van Dillen                | 6-2, 6-2, 9-7                             |
| 1973              | Jimmy Connors Ilie Năstase                | John Cooper Neale Fraser                  | 3-6, 6-3, 6-4, 8-9(7) 6-1                 |
| 1974              | John Newcombe Tony Roche                  | Bob Lutz Stan Smith                       | 8-6, 6-4, 6-4                             |
| 1975              | Vitas Gerulaitis Sandy Mayer              | Colin Dowdeswell Allan Stone              | 7-5, 8-6, 6-4                             |
| 1976              | Brian Gottfried Raúl Ramírez              | Ross Case Geoff Masters                   | 3-6, 6-3, 8-6, 2-6, 7-5                   |
| 1977              | Ross Case Geoff Masters                   | John Alexander Phil Dent                  | 6-3, 6-4, 3-6, 8-9(4, 6-4                 |
| 1978              | Bob Hewitt Frew McMillan                  | Peter Fleming John McEnroe                | 6-1, 6-4, 6-2                             |
| 1979              | Peter Fleming John McEnroe                | Brian Gottfried Raúl Ramírez              | 4-6, 6-4, 6-2, 6-2                        |
| 1980              | Peter McNamara Paul McNamee               | Bob Lutz Stan Smith                       | 7-6, 6-3, 6-7, 6-4                        |
| 1981              | Peter Fleming John McEnroe                | Bob Lutz Stan Smith                       | 6-4, 6-4, 6-4                             |
| 1982              | Peter McNamara Paul McNamee               | Peter Fleming John McEnroe                | 6-3, 6-2                                  |
| 1993              | Peter Fleming John McEnroe                | Tim Gullikson Tom Gullikson               | 6-4, 6-3, 6-4                             |
| 1984              | Peter Fleming John McEnroe                | Pat Cash Paul McNamee                     | 6-2, 5-7, 6-2, 3-6, 6-3                   |
| 1985              | Heinz Günthardt Balázs Taróczy            | Patrick Cash John Fitzgerald              | 6-4, 6-3, 4-6, 6-3                        |
| 1986              | Joakim Nyström Mats Wilander              | Gary Donnelly Peter Fleming               | 7-6, 6-3, 6-3                             |
| 1987              | Ken Flach Robert Seguso                   | Sergio Casal Emilio Sánchez               | 3-6, 6-7, 7-6, 6-1, 6-4                   |
| 1988              | Ken Flach Robert Seguso                   | John Fitzgerald Anders Järryd             | 6-4, 2-6, 6-4, 7-6                        |
| 1989              | John Fitzgerald Anders Järryd             | Rick Leach Jim Pugh                       | 3-6, 7-6, 6-4, 7-6                        |
| 1990              | Rick Leach Jim Pugh                       | Pieter Aldrich Danie Visser               | 7-6, 7-6, 7-6                             |
| 1991              | John Fitzgerald Anders Järryd             | Javier Frana Leonardo Lavalle             | 6-3, 6-4, 6-7, 6-1                        |
| 1992              | John McEnroe Michael Stich                | Jim Grabb Richey Reneberg                 | 5-7, 7-6, 3-6, 7-6, 19-17                 |
| 1993              | Todd Woodbridge Mark Woodforde            | Grant Connell Patrick Galbraith           | 7-5, 6-3, 7-6                             |
| 1994              | Todd Woodbridge Mark Woodforde            | Grant Connell Patrick Galbraith           | 7-6, 6-3, 6-1                             |
| 1995              | Todd Woodbridge Mark Woodforde            | Rick Leach Scott Melville                 | 7-5, 7-6, 7-6                             |
| 1996              | Todd Woodbridge Mark Woodforde            | Byron Black Grant Connell                 | 4-6, 6-1, 6-3, 6-2                        |
| 1997              | Todd Woodbridge Mark Woodforde            | Jacco Eltingh Paul Haarhuis               | 7-6, 7-6, 5-7, 6-3                        |
| 1998              | Jacco Eltingh Paul Haarhuis               | Todd Woodbridge Mark Woodforde            | 2-6, 6-4, 7-6, 5-7, 10-8                  |
| 1999              | Mahesh Bhupathi Leander Paes              | Paul Haarhuis Jared Palmer                | 6-7, 6-3, 6-4, 7-6                        |
| 2000              | Todd Woodbridge Mark Woodforde            | Paul Haarhuis Sandon Stolle               | 6-3, 6-4, 6-1                             |
| 2001              | Donald Johnson Jared Palmer               | Jiří Novák David Rikl                     | 6-4, 4-6, 6-3, 7-6                        |
| 2002              | Jonas Björkman Todd Woodbridge            | Mark Knowles Daniel Nestor                | 6-1, 6-2, 6-77) 7-5                       |
| 2003              | Jonas Björkman Todd Woodbridge            | Mahesh Bhupathi Maks Mirni                | 3-6, 6-3, 7-6, 6-3                        |
| 2004              | Jonas Björkman Todd Woodbridge            | Julian Knowle Nenad Zimonjić              | 6-1, 6-4, 4-6, 6-4                        |
| 2005              | Stephen Huss Wesley Moodie                | Bob Bryan Mike Bryan                      | 7-6, 6-3, 6-7, 6-3                        |
| 2006              | Bob Bryan Mike Bryan                      | Fabrice Santoro Nenad Zimonjić            | 6-3, 4-6, 6-4, 6-2                        |
| 2007              | Arnaud Clément Michaël Llodra             | Bob Bryan Mike Bryan                      | 6-7, 6-3, 6-4, 6-4                        |
| 2008              | Daniel Nestor Nenad Zimonjić              | Jonas Björkman Kevin Ullyett              | 7-6, 6-7, 6-3, 6-3                        |
| 2009              | Daniel Nestor Nenad Zimonjić              | Bob Bryan Mike Bryan                      | 7-6, 6-7, 7-6, 6-3                        |
| 2010              | Jürgen Melzer Philipp Petzschner          | Robert Lindstedt Horia Tecău              | 6-1, 7-5, 7-5                             |
| 2011              | Bob Bryan Mike Bryan                      | Robert Lindstedt Horia Tecău              | 6-3, 6-4, 7-6                             |
| 2012              | Jonathan Marray Frederik Nielsen          | Robert Lindstedt Horia Tecău              | 4-6, 6-4, 7-6, 6-7, 6-3                   |
| 2013              | Bob Bryan Mike Bryan                      | Ivan Dodig Marcelo Melo                   | 3-6, 6-3, 6-4, 6-4                        |
| 2014              | Vasek Pospisil Jack Sock                  | Bob Bryan Mike Bryan                      | 7-6, 6-7, 6-4, 3-6, 7-5                   |
| 2015              | Jean-Julien Rojer Horia Tecău             | Jamie Murray John Peers                   | 7-6, 6-4, 6-4                             |
| 2016              | Pierre-Hugues Herbert Nicolas Mahut       | Julien Benneteau Édouard Roger-Vasselin   | 6-4, 7-6, 6-3                             |
| 2017              | Łukasz Kubot Marcelo Melo                 | Oliver Marach Mate Pavić                  | 5-7, 7-5, 7-6, 3-6, 13-11                 |
| 2018              | Mike Bryan Jack Sock                      | Raven Klaasen Michael Venus               | 6-3, 6-7, 6-3, 5-7, 7-5                   |
| 2019              | Juan Sebastián Cabal Robert Farah Maksoud | Nicolas Mahut Édouard Roger-Vasselin      | 6-7, 7-6, 7-6, 6-7, 6-3                   |
| 2020              | Niet gehouden vanwege coronapandemie      | Niet gehouden vanwege coronapandemie      | Niet gehouden vanwege coronapandemie      |
| 2021              | Nikola Mektić Mate Pavić                  | Marcel Granollers Horacio Zeballos        | 6-4, 7-6, 2-6, 7-5                        |
| 2022              | Matthew Ebden Max Purcell                 | Nikola Mektić Mate Pavić                  | 7-6, 6-7, 4-6, 6-4, 7-6                   |
| 2023              | Wesley Koolhof Neal Skupski               | Marcel Granollers Horacio Zeballos        | 6-4, 6-4                                  |
| 2024              | Harri Heliövaara Henry Patten             | Max Purcell Jordan Thompson               | 7-6, 6-7, 7-6                             |
| 2025              | Julian Cash Lloyd Glasspool               | Rinky Hijikata David Pel                  | 6-2, 7-6                                  |

## Vrouwendubbelspel
| Jaar              | Winnaressen                               | Verliezend finalistes                              | Uitslag                                   |
| ----------------- | ----------------------------------------- | -------------------------------------------------- | ----------------------------------------- |
| 1913              | Winifred McNair Dora Boothby              | Charlotte Cooper-Sterry Dorothea Douglass-Chambers | 4-6, 2-4, opg.                            |
| 1914              | Elizabeth Ryan Agnes Morton               | Ethel Thomson-Larcombe Edith Hannam                | 6-1, 6-3                                  |
| 1915–1918         | Niet gehouden vanwege Eerste Wereldoorlog | Niet gehouden vanwege Eerste Wereldoorlog          | Niet gehouden vanwege Eerste Wereldoorlog |
| 1919              | Suzanne Lenglen Elizabeth Ryan            | Dorothea Douglass-Chambers Ethel Thomson-Larcombe  | 4-6, 7-5, 6-3                             |
| 1920              | Suzanne Lenglen Elizabeth Ryan            | Dorothea Douglass-Chambers Ethel Thomson-Larcombe  | 6-4, 6-0                                  |
| 1921              | Suzanne Lenglen Elizabeth Ryan            | Geraldine Beamish Irene Bowder-Peacock             | 6-1, 6-2                                  |
| 1922              | Suzanne Lenglen Elizabeth Ryan            | Margaret McKane Stocks Kitty McKane                | 6-0, 6-4                                  |
| 1923              | Suzanne Lenglen Elizabeth Ryan            | Evelyn Colyer Joan Austin                          | 6-3, 6-1                                  |
| 1924              | Hazel Hotchkiss Wightman Helen Wills      | Phyllis Covell Kitty McKane                        | 6-4, 6-4                                  |
| 1925              | Suzanne Lenglen Elizabeth Ryan            | A.V. Bridge Mary McIlquham                         | 6-2, 6-2                                  |
| 1926              | Elizabeth Ryan Mary Browne                | Kitty McKane Godfree Evelyn Colyer                 | 6-1, 6-1                                  |
| 1927              | Helen Wills Elizabeth Ryan                | Bobbie Heine Irene Bowder-Peacock                  | 6-3, 6-2                                  |
| 1928              | Phoebe Holcroft-Watson Peggy Saunders     | Ermyntrude Harvey Eileen Bennett                   | 6-2, 6-3                                  |
| 1929              | Phoebe Holcroft-Watson Peggy Michell      | Phyllis Covell Dorothy Shepherd-Barron             | 6-4, 8-6                                  |
| 1930              | Helen Wills-Moody Elizabeth Ryan          | E.A. Cross Sarah Palfrey                           | 6-2, 9-7                                  |
| 1931              | Dorothy Shepherd-Barron Phyllis Mudford   | Doris Metaxa Josane Sigart                         | 3-6, 6-3, 6-4                             |
| 1932              | Doris Metaxa Josane Sigart                | Elizabeth Ryan Helen Jacobs                        | 6-4, 6-3                                  |
| 1933              | Simonne Mathieu Elizabeth Ryan            | Freda James Billie Yorke                           | 6-2, 9-11, 6-4                            |
| 1934              | Simonne Mathieu Elizabeth Ryan            | Mrs D.B. Andrus Sylvia Henrotin                    | 6-3, 6-3                                  |
| 1935              | Freda James Kay Stammers                  | Simonne Mathieu Hilde Krahwinkel-Sperling          | 6-1, 6-4                                  |
| 1936              | Freda James Kay Stammers                  | Sarah Palfrey-Fabyan Helen Jacobs                  | 6-2, 6-1                                  |
| 1937              | Simonne Mathieu Billie Yorke              | Phyllis Mudford-King Elsie Pittman                 | 6-3, 6-3                                  |
| 1938              | Sarah Palfrey-Fabyan Alice Marble         | Simonne Mathieu Billie Yorke                       | 6-2, 6-3                                  |
| 1939              | Sarah Palfrey-Fabyan Alice Marble         | Helen Jacobs Billie Yorke                          | 6-1, 6-0                                  |
| 1940–1945         | Niet gehouden vanwege Tweede Wereldoorlog | Niet gehouden vanwege Tweede Wereldoorlog          | Niet gehouden vanwege Tweede Wereldoorlog |
| 1946              | Louise Brough Margaret Osborne-duPont     | Pauline Betz Doris Hart                            | 6-3, 2-6, 6-3                             |
| 1947              | Doris Hart Patricia Canning-Todd          | Louise Brough Margaret Osborne-duPont              | 3-6, 6-4, 7-5                             |
| 1948              | Louise Brough Margaret Osborne-duPont     | Doris Hart Patricia Canning-Todd                   | 6-3, 3-6, 6-3                             |
| 1949              | Louise Brough Margaret Osborne-duPont     | Gussie Moran Patricia Canning-Todd                 | 8-6, 7-5                                  |
| 1950              | Louise Brough Margaret Osborne-duPont     | Shirley Fry Doris Hart                             | 6-4, 5-7, 6-1                             |
| 1951              | Shirley Fry Doris Hart                    | Louise Brough Margaret Osborne-duPont              | 6-3, 13-11                                |
| 1952              | Shirley Fry Doris Hart                    | Louise Brough Maureen Connolly                     | 8-6, 6-3                                  |
| 1953              | Shirley Fry Doris Hart                    | Maureen Connolly Julia Sampson                     | 6-0, 6-0                                  |
| 1954              | Louise Brough Margaret Osborne-duPont     | Shirley Fry Doris Hart                             | 4-6, 9-7, 6-3                             |
| 1955              | Angela Mortimer Anne Shilcock             | Shirley Bloomer Patricia Ward-Hales                | 7-5, 6-1                                  |
| 1956              | Angela Buxton Althea Gibson               | Fay Muller Daphne Seeney                           | 6-1, 8-6                                  |
| 1957              | Althea Gibson Darlene Hard                | Mary Bevis-Hawton Thelma Coyne-Long                | 6-1, 6-2                                  |
| 1958              | Maria Bueno Althea Gibson                 | Margaret Osborne-duPont Margaret Varner-Bloss      | 6-3, 7-5                                  |
| 1959              | Jeanne Arth Darlene Hard                  | Beverly Baker-Fleitz Christine Truman              | 2-6, 6-2, 6-3                             |
| 1960              | Maria Bueno Darlene Hard                  | Sandra Reynolds Renée Schuurman                    | 6-4, 6-0                                  |
| 1961              | Karen Hantze-Susman Billie Jean Moffitt   | Jan Lehane Margaret Smith                          | 6-3, 6-4                                  |
| 1962              | Karen Hantze-Susman Billie Jean Moffitt   | Sandra Price Renée Schuurman                       | 5-7, 6-3, 7-5                             |
| 1963              | Maria Bueno Darlene Hard                  | Robyn Ebbern Margaret Smith                        | 8-6, 9-7                                  |
| 1964              | Margaret Smith Lesley Turner-Bowrey       | Billie Jean Moffitt Karen Hantze-Susman            | 7-5, 6-2                                  |
| 1965              | Maria Bueno Billie Jean Moffitt           | Françoise Dürr Jeanine Lieffrig                    | 6-2, 7-5                                  |
| 1966              | Maria Bueno Nancy Richey                  | Margaret Smith Judy Tegart                         | 6-3, 4-6, 6-4                             |
| 1967              | Rosie Casals Billie Jean King             | Maria Bueno Nancy Richey                           | 9-11, 6-4, 6-2                            |
| ↓ open tijdperk ↓ |                                           |                                                    |                                           |
| 1968              | Rosie Casals Billie Jean King             | Françoise Dürr Ann Haydon-Jones                    | 3-6, 6-4, 7-5                             |
| 1969              | Margaret Court Judy Tegart Dalton         | Patti Hogan Peggy Michel                           | 9-7, 6-2                                  |
| 1970              | Rosie Casals Billie Jean King             | Françoise Dürr Virginia Wade                       | 6-2, 6-3                                  |
| 1971              | Rosie Casals Billie Jean King             | Margaret Court Evonne Goolagong-Cawley             | 6-3, 6-2                                  |
| 1972              | Billie Jean King Betty Stöve              | Judy Tegart Dalton Françoise Dürr                  | 6-2, 4-6, 6-3                             |
| 1973              | Rosie Casals Billie Jean King             | Françoise Dürr Betty Stöve                         | 6-1, 4-6, 7-5                             |
| 1974              | Evonne Goolagong-Cawley Peggy Michel      | Helen Gourlay-Cawley Karen Krantzcke               | 2-6, 6-4, 6-3                             |
| 1975              | Ann Kiyomura Kazuko Sawamatsu             | Françoise Dürr Betty Stöve                         | 7-5, 1-6, 7-5                             |
| 1976              | Chris Evert Martina Navrátilová           | Billie Jean King Betty Stöve                       | 6-1, 3-6, 7-5                             |
| 1977              | Helen Gourlay-Cawley JoAnne Russell       | Martina Navrátilová Betty Stöve                    | 6-3, 6-3                                  |
| 1978              | Kerry Melville Reid Wendy Turnbull        | Mima Jaušovec Virginia Ruzici                      | 4-6, 9-8(10), 6-3                         |
| 1979              | Billie Jean King Martina Navrátilová      | Betty Stöve Wendy Turnbull                         | 5-7, 6-3, 6-2                             |
| 1980              | Kathy Jordan Anne Smith                   | Rosie Casals Wendy Turnbull                        | 4-6, 7-5, 6-1                             |
| 1981              | Martina Navrátilová Pam Shriver           | Kathy Jordan Anne Smith                            | 6-3, 7-6                                  |
| 1982              | Martina Navrátilová Pamela Shriver        | Kathy Jordan Anne Smith                            | 6-4, 6-1                                  |
| 1983              | Martina Navrátilová Pam Shriver           | Rosie Casals Wendy Turnbull                        | 6-2, 6-2                                  |
| 1984              | Martina Navrátilová Pam Shriver           | Kathy Jordan Anne Smith                            | 6-3, 6-4                                  |
| 1985              | Kathy Jordan Elizabeth Smylie             | Martina Navrátilová Pam Shriver                    | 5-7, 6-3, 6-4                             |
| 1986              | Martina Navrátilová Pam Shriver           | Hana Mandlíková Wendy Turnbull                     | 6-1, 6-3                                  |
| 1987              | Claudia Kohde-Kilsch Helena Suková        | Betsy Nagelsen Elizabeth Smylie                    | 7-5, 7-5                                  |
| 1988              | Steffi Graf Gabriela Sabatini             | Larisa Savtsjenko Natallja Zverava                 | 6-3, 1-6, 12-10                           |
| 1989              | Jana Novotná Helena Suková                | Larisa Savtsjenko Natallja Zverava                 | 6-1, 6-2                                  |
| 1990              | Jana Novotná Helena Suková                | Kathy Jordan Elizabeth Smylie                      | 6-3, 6-4                                  |
| 1991              | Larisa Savtsjenko Natallja Zverava        | Gigi Fernández Jana Novotná                        | 6-4, 3-6, 6-4                             |
| 1992              | Gigi Fernández Natallja Zverava           | Larisa Savtsjenko-Neiland Jana Novotná             | 6-4, 6-1                                  |
| 1993              | Gigi Fernández Natallja Zverava           | Larisa Neiland Jana Novotná                        | 6-4, 6-7, 6-4                             |
| 1994              | Gigi Fernández Natallja Zverava           | Jana Novotná Arantxa Sánchez Vicario               | 6-4, 6-1                                  |
| 1995              | Jana Novotná Arantxa Sánchez Vicario      | Gigi Fernández Natallja Zverava                    | 5-7, 7-5, 6-4                             |
| 1996              | Martina Hingis Helena Suková              | Meredith McGrath Larisa Neiland                    | 5-7, 7-5, 6-1                             |
| 1997              | Gigi Fernández Natallja Zverava           | Nicole Arendt Manon Bollegraf                      | 7-6, 6-4                                  |
| 1998              | Martina Hingis Jana Novotná               | Lindsay Davenport Natallja Zverava                 | 6-3, 3-6, 8-6                             |
| 1999              | Lindsay Davenport Corina Morariu          | Mariaan de Swardt Olena Tatarkova                  | 6-4, 6-4                                  |
| 2000              | Serena Williams Venus Williams            | Julie Halard-Decugis Ai Sugiyama                   | 6-3, 6-2                                  |
| 2001              | Lisa Raymond Rennae Stubbs                | Kim Clijsters Ai Sugiyama                          | 6-4, 6-3                                  |
| 2002              | Serena Williams Venus Williams            | Virginia Ruano Pascual Paola Suárez                | 6-2, 7-5                                  |
| 2003              | Kim Clijsters Ai Sugiyama                 | Virginia Ruano Pascual Paola Suárez                | 6-4, 6-4                                  |
| 2004              | Cara Black Rennae Stubbs                  | Liezel Huber Ai Sugiyama                           | 6-3, 7-6                                  |
| 2005              | Cara Black Liezel Huber                   | Svetlana Koeznetsova Amélie Mauresmo               | 6-2, 6-1                                  |
| 2006              | Yan Zi Zheng Jie                          | Virginia Ruano Pascual Paola Suárez                | 6-3, 3-6, 6-2                             |
| 2007              | Cara Black Liezel Huber                   | Katarina Srebotnik Ai Sugiyama                     | 3-6, 6-3, 6-2                             |
| 2008              | Serena Williams Venus Williams            | Lisa Raymond Samantha Stosur                       | 6-2, 6-2                                  |
| 2009              | Serena Williams Venus Williams            | Samantha Stosur Rennae Stubbs                      | 7-6, 6-4                                  |
| 2010              | Vania King Jaroslava Sjvedova             | Jelena Vesnina Vera Zvonarjova                     | 7-6, 6-2                                  |
| 2011              | Květa Peschke Katarina Srebotnik          | Sabine Lisicki Samantha Stosur                     | 6-3, 6-1                                  |
| 2012              | Serena Williams Venus Williams            | Andrea Hlaváčková Lucie Hradecká                   | 7-5, 6-4                                  |
| 2013              | Hsieh Su-wei Peng Shuai                   | Ashleigh Barty Casey Dellacqua                     | 7-6, 6-1                                  |
| 2014              | Sara Errani Roberta Vinci                 | Tímea Babos Kristina Mladenovic                    | 6-1, 6-3                                  |
| 2015              | Martina Hingis Sania Mirza                | Jekaterina Makarova Jelena Vesnina                 | 5-7, 7-6, 7-5                             |
| 2016              | Serena Williams Venus Williams            | Tímea Babos Jaroslava Sjvedova                     | 6-3, 6-4                                  |
| 2017              | Jekaterina Makarova Jelena Vesnina        | Chan Hao-ching Monica Niculescu                    | 6-0, 6-0                                  |
| 2018              | Barbora Krejčíková Kateřina Siniaková     | Nicole Melichar Květa Peschke                      | 6-4, 4-6, 6-0                             |
| 2019              | Hsieh Su-wei Barbora Strýcová             | Gabriela Dabrowski Xu Yifan                        | 6-2, 6-4                                  |
| 2020              | Niet gehouden vanwege coronapandemie      | Niet gehouden vanwege coronapandemie               | Niet gehouden vanwege coronapandemie      |
| 2021              | Hsieh Su-wei Elise Mertens                | Veronika Koedermetova Jelena Vesnina               | 3-6, 7-5, 9-7                             |
| 2022              | Barbora Krejčíková Kateřina Siniaková     | Elise Mertens Zhang Shuai                          | 6-2, 6-4                                  |
| 2023              | Hsieh Su-wei Barbora Strýcová             | Storm Hunter Elise Mertens                         | 7-5, 6-4                                  |
| 2024              | Kateřina Siniaková Taylor Townsend        | Gabriela Dabrowski Erin Routliffe                  | 7-6, 7-6                                  |
| 2025              | Veronika Koedermetova Elise Mertens       | Hsieh Su-wei Jeļena Ostapenko                      | 3-6, 6-2, 6-4                             |

## Gemengd dubbelspel
| Jaar              | Winnaars                                  | Verliezend finalisten                       | Uitslag                                   |
| ----------------- | ----------------------------------------- | ------------------------------------------- | ----------------------------------------- |
| 1913              | Agnes Tuckey Hope Crisp                   | Ethel Thomson-Larcombe James Cecil Parke    | 3-6, 5-3, opg.                            |
| 1914              | Ethel Thomson-Larcombe James Cecil Parke  | Marguerite Broquedis Anthony Wilding        | 4-6, 6-4, 6-2                             |
| 1915–1918         | Niet gehouden vanwege Eerste Wereldoorlog | Niet gehouden vanwege Eerste Wereldoorlog   | Niet gehouden vanwege Eerste Wereldoorlog |
| 1919              | Elizabeth Ryan Randolph Lycett            | Dorothea Douglass-Chambers Albertem Prebble | 6-0, 6-0                                  |
| 1920              | Suzanne Lenglen Gerald Patterson          | Elizabeth Ryan Randolph Lycett              | 7-5, 6-3                                  |
| 1921              | Elizabeth Ryan Randolph Lycett            | Phillis Howkins Max Woosnam                 | 6-3, 6-1                                  |
| 1922              | Suzanne Lenglen Pat O'Hara Wood           | Elizabeth Ryan Randolph Lycett              | 6-4, 6-3                                  |
| 1923              | Elizabeth Ryan Randolph Lycett            | Dorothy Shepherd-Barron Lewis Deane         | 6-4, 7-5                                  |
| 1924              | Kitty McKane Bryan Gilbert                | Dorothy Shepherd-Barron Leslie Godfree      | 6-3, 3-6, 6-3                             |
| 1925              | Suzanne Lenglen Jean Borotra              | Elizabeth Ryan Uberto de Morpurgo           | 6-3, 6-3                                  |
| 1926              | Kitty McKane Godfree Leslie Godfree       | Mary Browne Howard Kinsey                   | 6-3, 6-4                                  |
| 1927              | Elizabeth Ryan Francis Hunter             | Kitty McKane Godfree Leslie Godfree         | 8-6, 6-0                                  |
| 1928              | Elizabeth Ryan Pat Spence                 | Daphne Akhurst Jack Crawford                | 7-5, 6-4                                  |
| 1929              | Helen Wills Francis Hunter                | Joan Fry Lakeman Ian Collins                | 6-1, 6-4                                  |
| 1930              | Elizabeth Ryan Jack Crawford              | Hilde Krahwinkel Daniel Prenn               | 6-1, 6-3                                  |
| 1931              | Anna McCune-Harper George Lott            | Joan Ridley Ian Collins                     | 6-3, 1-6, 6-1                             |
| 1932              | Elizabeth Ryan Enrique Maier              | Josane Sigart Harry Hopman                  | 7-5, 6-2                                  |
| 1933              | Hilde Krahwinkel Gottfried von Cramm      | Mary Heeley Norman Farquharson              | 7-5, 8-6                                  |
| 1934              | Dorothy Round Ryuki Miki                  | Dorothy Shepherd-Barron Henry Austin        | 3-6, 6-4, 6-0                             |
| 1935              | Dorothy Round Fred Perry                  | Nell Hall-Hopman Harry Hopman               | 7-5, 4-6, 6-2                             |
| 1936              | Dorothy Round Fred Perry                  | Sarah Palfrey Fabyan Don Budge              | 7-9, 7-5, 6-4                             |
| 1937              | Alice Marble Don Budge                    | Simonne Mathieu Yvon Petra                  | 6-4, 6-1                                  |
| 1938              | Alice Marble Don Budge                    | Sarah Palfrey Fabyan Henner Henkel          | 6-1, 6-4                                  |
| 1939              | Alice Marble Bobby Riggs                  | Nancy Brown Frank Wilde                     | 9-7, 6-1                                  |
| 1940–1945         | Niet gehouden vanwege Tweede Wereldoorlog | Niet gehouden vanwege Tweede Wereldoorlog   | Niet gehouden vanwege Tweede Wereldoorlog |
| 1946              | Louise Brough Tom Brown                   | Dorothy Cheney Geoffrey Brown               | 6-4, 6-4                                  |
| 1947              | Louise Brough John Bromwich               | Nancye Wynne-Bolton Colin Long              | 1-6, 6-4, 6-2                             |
| 1948              | Louise Brough John Bromwich               | Doris Hart Frank Sedgman                    | 6-2, 3-6, 6-3                             |
| 1949              | Sheila Summers Eric Sturgess              | Louise Brough John Bromwich                 | 9-7, 9-11, 7-5                            |
| 1950              | Louise Brough Eric Sturgess               | Patricia Canning-Todd Geoffrey Brown        | 11-9, 1-6, 6-4                            |
| 1951              | Doris Hart Frank Sedgman                  | Nancye Wynne-Bolton Mervyn Rose             | 7-5, 6-2                                  |
| 1952              | Doris Hart Frank Sedgman                  | Thelma Coyne-Long Enrique Morea             | 4-6, 6-3, 6-4                             |
| 1953              | Doris Hart Vic Seixas                     | Shirley Fry Enrique Morea                   | 9-7, 7-5                                  |
| 1954              | Doris Hart Vic Seixas                     | Margaret Osborne-duPont Ken Rosewall        | 5-7, 6-4, 6-3                             |
| 1955              | Doris Hart Vic Seixas                     | Louise Brough Enrique Morea                 | 8-6, 2-6, 6-3                             |
| 1956              | Shirley Fry Vic Seixas                    | Althea Gibson Gardnar Mulloy                | 2-6, 6-2, 7-5                             |
| 1957              | Darlene Hard Mervyn Rose                  | Althea Gibson Neale Fraser                  | 6-4, 7-5                                  |
| 1958              | Lorraine Coghlan Robert Howe              | Althea Gibson Kurt Nielsen                  | 6-3, 13-11                                |
| 1959              | Darlene Hard Rod Laver                    | Maria Bueno Neale Fraser                    | 6-4, 6-3                                  |
| 1960              | Darlene Hard Rod Laver                    | Maria Bueno Robert Howe                     | 13-11, 3-6, 8-6                           |
| 1961              | Lesley Turner Fred Stolle                 | Edda Buding Robert Howe                     | 11-9, 6-2                                 |
| 1962              | Margaret Osborne-duPont Neale Fraser      | Ann Haydon Dennis Ralston                   | 2-6, 6-3, 13-11                           |
| 1963              | Margaret Smith Ken Fletcher               | Darlene Hard Bob Hewitt                     | 11-9, 6-4                                 |
| 1964              | Lesley Turner Fred Stolle                 | Margaret Smith Ken Fletcher                 | 6-4, 6-4                                  |
| 1965              | Margaret Smith Ken Fletcher               | Judy Tegart Tony Roche                      | 12-10, 6-3                                |
| 1966              | Margaret Smith Ken Fletcher               | Billie Jean King Dennis Ralston             | 4-6, 6-3, 6-3                             |
| 1967              | Billie Jean King Owen Davidson            | Maria Bueno Ken Fletcher                    | 7-5, 6-2                                  |
| ↓ open tijdperk ↓ |                                           |                                             |                                           |
| 1968              | Margaret Court Ken Fletcher               | Olga Morozova Alex Metreveli                | 6-1, 14-12                                |
| 1969              | Ann Haydon-Jones Fred Stolle              | Judy Tegart Tony Roche                      | 6-2, 6-3                                  |
| 1970              | Rosemary Casals Ilie Năstase              | Olga Morozova Alex Metreveli                | 6-3, 4-6, 9-7                             |
| 1971              | Billie Jean King Owen Davidson            | Margaret Court Marty Riessen                | 3-6, 6-2, 15-13                           |
| 1972              | Rosemary Casals Ilie Năstase              | Evonne Goolagong Kim Warwick                | 6-4, 6-4                                  |
| 1973              | Billie Jean King Owen Davidson            | Janet Newberry Raúl Ramírez                 | 6-3, 6-2                                  |
| 1974              | Billie Jean King Owen Davidson            | Lesley Charles Mark Farrell                 | 6-3, 9-7                                  |
| 1975              | Margaret Court Marty Riessen              | Betty Stöve Allan Stone                     | 6-4, 7-5                                  |
| 1976              | Françoise Dürr Tony Roche                 | Rosemary Casals Dick Stockton               | 6-3, 2-6, 7-5                             |
| 1977              | Greer Stevens Bob Hewitt                  | Betty Stöve Frew McMillan                   | 3-6, 7-5, 6-4                             |
| 1978              | Betty Stöve Frew McMillan                 | Billie Jean King Ray Ruffels                | 6-2, 6-2                                  |
| 1979              | Greer Stevens Bob Hewitt                  | Betty Stöve Frew McMillan                   | 7-5, 7-6                                  |
| 1980              | Tracy Austin John Austin                  | Dianne Fromholtz Mark Edmondson             | 4-6, 7-6, 6-3                             |
| 1981              | Betty Stöve Frew McMillan                 | Tracy Austin John Austin                    | 4-6, 7-6, 6-3                             |
| 1982              | Anne Smith Kevin Curren                   | Wendy Turnbull John Lloyd                   | 2-6, 6-3, 7-5                             |
| 1983              | Wendy Turnbull John Lloyd                 | Billie Jean King Steve Denton               | 6-7, 7-6, 7-5                             |
| 1984              | Wendy Turnbull John Lloyd                 | Kathy Jordan Steve Denton                   | 6-3, 6-3                                  |
| 1985              | Martina Navrátilová Paul McNamee          | Elizabeth Smylie John Fitzgerald            | 7-5, 4-6, 6-2                             |
| 1986              | Kathy Jordan Ken Flach                    | Martina Navrátilová Heinz Günthardt         | 6-3, 7-6                                  |
| 1987              | Jo Durie Jeremy Bates                     | Nicole Provis Darren Cahill                 | 7-6, 6-3                                  |
| 1988              | Zina Garrison Sherwood Stewart            | Gretchen Magers Kelly Jones                 | 6-1, 7-6                                  |
| 1989              | Jana Novotná Jim Pugh                     | Jenny Byrne Mark Kratzmann                  | 6-4, 5-7, 6-4                             |
| 1990              | Zina Garrison Rick Leach                  | Elizabeth Smylie John Fitzgerald            | 7-5, 6-2                                  |
| 1991              | Elizabeth Smylie John Fitzgerald          | Natallja Zverava Jim Pugh                   | 7-6, 6-2                                  |
| 1992              | Larisa Savtsjenko-Neiland Cyril Suk       | Miriam Oremans Jacco Eltingh                | 7-6, 6-2                                  |
| 1993              | Martina Navrátilová Mark Woodforde        | Manon Bollegraf Tom Nijssen                 | 6-3, 6-4                                  |
| 1994              | Helena Suková Todd Woodbridge             | Lori McNeil T.J. Middleton                  | 3-6, 7-5, 6-3                             |
| 1995              | Martina Navrátilová Jonathan Stark        | Gigi Fernández Cyril Suk                    | 6-4, 6-4                                  |
| 1996              | Helena Suková Cyril Suk                   | Larisa Neiland Mark Woodforde               | 1-6, 6-3, 6-2                             |
| 1997              | Helena Suková Cyril Suk                   | Larisa Neiland Andrej Olchovski             | 4-6, 6-3, 6-4                             |
| 1998              | Serena Williams Maks Mirni                | Mirjana Lučić Mahesh Bhupathi               | 6-4, 6-4                                  |
| 1999              | Lisa Raymond Leander Paes                 | Anna Koernikova Jonas Björkman              | 6-4, 3-6, 6-3                             |
| 2000              | Kimberly Po Donald Johnson                | Kim Clijsters Lleyton Hewitt                | 6-4, 7-6                                  |
| 2001              | Daniela Hantuchová Leoš Friedl            | Anke Huber Mike Bryan                       | 4-6, 6-3, 6-2                             |
| 2002              | Jelena Lichovtseva Mahesh Bhupathi        | Daniela Hantuchová Kevin Ullyett            | 6-2, 1-6, 6-1                             |
| 2003              | Martina Navrátilová Leander Paes          | Anastasia Rodionova Andy Ram                | 6-3, 6-3                                  |
| 2004              | Cara Black Wayne Black                    | Alicia Molik Todd Woodbridge                | 3-6, 7-6                                  |
| 2005              | Mary Pierce Mahesh Bhupathi               | Tetjana Perebyjnis Paul Hanley              | 6-4, 6-2                                  |
| 2006              | Vera Zvonarjova Andy Ram                  | Venus Williams Bob Bryan                    | 6-3, 6-2                                  |
| 2007              | Jelena Janković Jamie Murray              | Alicia Molik Jonas Björkman                 | 6-4, 3-6, 6-1                             |
| 2008              | Samantha Stosur Bob Bryan                 | Katarina Srebotnik Mike Bryan               | 7-5, 6-4                                  |
| 2009              | Anna-Lena Grönefeld Mark Knowles          | Cara Black Leander Paes                     | 7-5, 6-3                                  |
| 2010              | Cara Black Leander Paes                   | Lisa Raymond Wesley Moodie                  | 6-4, 7-6                                  |
| 2011              | Iveta Benešová Jürgen Melzer              | Jelena Vesnina Mahesh Bhupathi              | 6-3, 6-2                                  |
| 2012              | Lisa Raymond Mike Bryan                   | Jelena Vesnina Leander Paes                 | 6-3, 5-7, 6-4                             |
| 2013              | Kristina Mladenovic Daniel Nestor         | Lisa Raymond Bruno Soares                   | 5-7, 6-2, 8-6                             |
| 2014              | Samantha Stosur Nenad Zimonjić            | Chan Hao-ching Maks Mirni                   | 6-4, 6-2                                  |
| 2015              | Martina Hingis Leander Paes               | Tímea Babos Alexander Peya                  | 6-1, 6-1                                  |
| 2016              | Heather Watson Henri Kontinen             | Anna-Lena Grönefeld Robert Farah Maksoud    | 7-6, 6-4                                  |
| 2017              | Martina Hingis Jamie Murray               | Heather Watson Henri Kontinen               | 6-4, 6-4                                  |
| 2018              | Nicole Melichar Alexander Peya            | Viktoryja Azarenka Jamie Murray             | 7-6, 6-3                                  |
| 2019              | Latisha Chan Ivan Dodig                   | Jeļena Ostapenko Robert Lindstedt           | 6-2, 6-3                                  |
| 2020              | Niet gehouden vanwege coronapandemie      | Niet gehouden vanwege coronapandemie        | Niet gehouden vanwege coronapandemie      |
| 2021              | Desirae Krawczyk Neal Skupski             | Harriet Dart Joe Salisbury                  | 6-2, 7-6                                  |
| 2022              | Desirae Krawczyk Neal Skupski             | Samantha Stosur Matthew Ebden               | 6-4, 6-3                                  |
| 2023              | Ljoedmyla Kitsjenok Mate Pavić            | Xu Yifan Joran Vliegen                      | 6-4, 6-7, 6-3                             |
| 2024              | Hsieh Su-wei Jan Zieliński                | Giuliana Olmos Santiago González            | 6-4, 6-2                                  |
| 2025              | Kateřina Siniaková Sem Verbeek            | Luisa Stefani Joe Salisbury                 | 7-6, 7-6                                  |

## Rolstoeltennis

### Rolstoelmannenenkelspel
| Jaar | Winnaar                              | Verliezend finalist                  | Uitslag                              |
| ---- | ------------------------------------ | ------------------------------------ | ------------------------------------ |
| 2016 | Gordon Reid                          | Stefan Olsson                        | 6-1, 6-4                             |
| 2017 | Stefan Olsson                        | Gustavo Fernández                    | 7−5, 3−6, 7−5                        |
| 2018 | Stefan Olsson                        | Gustavo Fernández                    | 6-2, 0-6, 6-3                        |
| 2019 | Gustavo Fernández                    | Shingo Kunieda                       | 4-6, 6-3, 6-2                        |
| 2020 | Niet gehouden vanwege coronapandemie | Niet gehouden vanwege coronapandemie | Niet gehouden vanwege coronapandemie |
| 2021 | Joachim Gérard                       | Gordon Reid                          | 6-2, 7-6                             |
| 2022 | Shingo Kunieda                       | Alfie Hewett                         | 4-6, 7-5, 7-6                        |
| 2023 | Tokito Oda                           | Alfie Hewett                         | 6-4, 6-2                             |
| 2024 | Alfie Hewett                         | Martín de la Puente                  | 6-2, 6-3                             |
| 2025 | Tokito Oda                           | Alfie Hewett                         | 3-6, 7-5, 6-2                        |

### Rolstoelvrouwenenkelspel
| Jaar | Winnares                             | Verliezend finaliste                 | Uitslag                              |
| ---- | ------------------------------------ | ------------------------------------ | ------------------------------------ |
| 2016 | Jiske Griffioen                      | Aniek van Koot                       | 4–6, 6–0, 6–4                        |
| 2017 | Diede de Groot                       | Sabine Ellerbrock                    | 6–0, 6–4                             |
| 2018 | Diede de Groot                       | Aniek van Koot                       | 6–3, 6–2                             |
| 2019 | Aniek van Koot                       | Diede de Groot                       | 6–4, 4–6, 7–5                        |
| 2020 | Niet gehouden vanwege coronapandemie | Niet gehouden vanwege coronapandemie | Niet gehouden vanwege coronapandemie |
| 2021 | Diede de Groot                       | Kgothatso Montjane                   | 6–2, 6–2                             |
| 2022 | Diede de Groot                       | Yui Kamiji                           | 6–4, 6–2                             |
| 2023 | Diede de Groot                       | Jiske Griffioen                      | 6–2, 6–1                             |
| 2024 | Diede de Groot                       | Aniek van Koot                       | 6–4, 6–4                             |
| 2025 | Wang Ziying                          | Yui Kamiji                           | 6–3, 6–3                             |

### Quad-enkelspel
| Jaar | Winnaars                             | Verliezend finalisten                | Uitslag                              |
| ---- | ------------------------------------ | ------------------------------------ | ------------------------------------ |
| 2019 | Dylan Alcott                         | David Wagner                         | 6-0, 6-2                             |
| 2020 | Niet gehouden vanwege coronapandemie | Niet gehouden vanwege coronapandemie | Niet gehouden vanwege coronapandemie |
| 2021 | Dylan Alcott                         | Sam Schröder                         | 6-2, 6-2                             |
| 2022 | Sam Schröder                         | Niels Vink                           | 7-6, 6-1                             |
| 2023 | Niels Vink                           | Heath Davidson                       | 6-1, 6-2                             |
| 2024 | Niels Vink                           | Heath Davidson                       | 7-6, 6-4                             |
| 2025 | Niels Vink                           | Sam Schröder                         | 6-3, 6-3                             |

### Rolstoelmannendubbelspel
| Jaar | Winnaars                             | Verliezend finalisten                | Uitslag                              |
| ---- | ------------------------------------ | ------------------------------------ | ------------------------------------ |
| 2005 | Michaël Jérémiasz Jayant Mistry      | David Hall Martin Legner             | 4–6, 6–3, 7–6(6)                     |
| 2006 | Shingo Kunieda Satoshi Saida         | Michaël Jérémiasz Jayant Mistry      | 7–5, 6–2                             |
| 2007 | Robin Ammerlaan Ronald Vink          | Shingo Kunieda Satoshi Saida         | 4–6, 7–5, 6–2                        |
| 2008 | Robin Ammerlaan Ronald Vink          | Stéphane Houdet Nicolas Peifer       | 6–7(8), 6–1, 6–3                     |
| 2009 | Stéphane Houdet Michaël Jérémiasz    | Maikel Scheffers Ronald Vink         | 1–6, 6–4, 7–6(3)                     |
| 2010 | Robin Ammerlaan Stefan Olsson        | Stéphane Houdet Shingo Kunieda       | 6–4, 7–6(4)                          |
| 2011 | Maikel Scheffers Ronald Vink         | Stéphane Houdet Michaël Jérémiasz    | 7–5, 6–2                             |
| 2012 | Tom Egberink Michaël Jérémiasz       | Robin Ammerlaan Ronald Vink          | 6–4, 6–2                             |
| 2013 | Stéphane Houdet Shingo Kunieda       | Frédéric Cattaneo Ronald Vink        | 6–4, 6–2                             |
| 2014 | Stéphane Houdet Shingo Kunieda       | Maikel Scheffers Ronald Vink         | 5–7, 6–0, 6–3                        |
| 2015 | Gustavo Fernández Nicolas Peifer     | Gordon Reid Michaël Jérémiasz        | 7–5, 5–7, 6–2                        |
| 2016 | Alfie Hewett Gordon Reid             | Stéphane Houdet Nicolas Peifer       | 4–6, 6–1, 7–6(6)                     |
| 2017 | Alfie Hewett Gordon Reid             | Stéphane Houdet Nicolas Peifer       | 6–7(5), 7–5, 7–6(7)                  |
| 2018 | Alfie Hewett Gordon Reid             | Joachim Gérard Stefan Olsson         | 6–1, 6–4                             |
| 2019 | Joachim Gérard Stefan Olsson         | Alfie Hewett Gordon Reid             | 6−4, 6−2                             |
| 2020 | Niet gehouden vanwege coronapandemie | Niet gehouden vanwege coronapandemie | Niet gehouden vanwege coronapandemie |
| 2021 | Alfie Hewett Gordon Reid             | Tom Egberink Joachim Gérard          | 6-3, 6-0                             |
| 2022 | Gustavo Fernández Shingo Kunieda     | Alfie Hewett Gordon Reid             | 6–3, 6–1                             |
| 2023 | Alfie Hewett Gordon Reid             | Takuya Miki Tokito Oda               | 3–6, 6–0, 6–3                        |
| 2024 | Alfie Hewett Gordon Reid             | Takuya Miki Tokito Oda               | 6–4, 7–6                             |
| 2025 | Martín de la Puente Ruben Spaargaren | Alfie Hewett Gordon Reid             | 7–6, 7–5                             |

### Rolstoelvrouwendubbelspel
| Jaar | Winnaars                             | Verliezend finalisten                | Uitslag                              |
| ---- | ------------------------------------ | ------------------------------------ | ------------------------------------ |
| 2009 | Korie Homan Esther Vergeer           | Daniela Di Toro Lucy Shuker          | 6–1, 6–3                             |
| 2010 | Esther Vergeer Sharon Walraven       | Daniela Di Toro Lucy Shuker          | 6–2, 6–3                             |
| 2011 | Esther Vergeer Sharon Walraven       | Jiske Griffioen Aniek van Koot       | 6–4, 3–6, 7–5                        |
| 2012 | Jiske Griffioen Aniek van Koot       | Lucy Shuker Jordanne Whiley          | 6–1, 6–2                             |
| 2013 | Jiske Griffioen Aniek van Koot       | Yui Kamiji Jordanne Whiley           | 6–4, 7–6(6)                          |
| 2014 | Yui Kamiji Jordanne Whiley           | Jiske Griffioen Aniek van Koot       | 2–6, 6–2, 7–5                        |
| 2015 | Yui Kamiji Jordanne Whiley           | Jiske Griffioen Aniek van Koot       | 6–2, 5–7, 6–3                        |
| 2016 | Yui Kamiji Jordanne Whiley           | Jiske Griffioen Aniek van Koot       | 6-2, 6-2                             |
| 2017 | Yui Kamiji Jordanne Whiley           | Marjolein Buis Diede de Groot        | 2–6, 6–3, 6–0                        |
| 2018 | Diede de Groot Yui Kamiji            | Sabine Ellerbrock Lucy Shuker        | 6–1, 6–1                             |
| 2019 | Diede de Groot Aniek van Koot        | Marjolein Buis Giulia Capocci        | 6-1, 6-1                             |
| 2020 | Niet gehouden vanwege coronapandemie | Niet gehouden vanwege coronapandemie | Niet gehouden vanwege coronapandemie |
| 2021 | Yui Kamiji Jordanne Whiley           | Kgothatso Montjane Lucy Shuker       | 6–0, 7–6(0)                          |
| 2022 | Yui Kamiji Dana Mathewson            | Diede de Groot Aniek van Koot        | 6–1, 7–5                             |
| 2023 | Jiske Griffioen Diede de Groot       | Yui Kamiji Kgothatso Montjane        | 6-1, 6-4                             |
| 2024 | Yui Kamiji Kgothatso Montjane        | Jiske Griffioen Diede de Groot       | 6-4, 6-4                             |
| 2025 | Li Xiaohui Wang Ziying               | Angélica Bernal Ksénia Chasteau      | 6-3, 6-1                             |

### Quad-dubbelspel
| Jaar | Winnaars                             | Verliezend finalisten                | Uitslag                              |
| ---- | ------------------------------------ | ------------------------------------ | ------------------------------------ |
| 2019 | Dylan Alcott Andy Lapthorne          | Koji Sugeno David Wagner             | 6−2, 7−6(4)                          |
| 2020 | Niet gehouden vanwege coronapandemie | Niet gehouden vanwege coronapandemie | Niet gehouden vanwege coronapandemie |
| 2021 | Andy Lapthorne David Wagner          | Dylan Alcott Sam Schröder            | 6–1, 3–6, 6–4                        |
| 2022 | Sam Schröder Niels Vink              | Andy Lapthorne David Wagner          | 6–7(4), 6–2, 6–3                     |
| 2023 | Sam Schröder Niels Vink              | Heath Davidson Robert Shaw           | 7–6(5), 6–0                          |
| 2024 | Sam Schröder Niels Vink              | Andy Lapthorne Guy Sasson            | 3-6, 7-6, 6-3                        |
| 2025 | Guy Sasson Niels Vink                | Donald Ramphadi Gregory Slade        | 6-0, 6-2                             |

## Junioren

### Jongensenkelspel
| Jaar | Winnaar                              | Verliezend finalist                  | Uitslag                              |
| ---- | ------------------------------------ | ------------------------------------ | ------------------------------------ |
| 1947 | Kurt Nielsen                         | Sven Davidson                        | 8–6, 6–1, 9–7                        |
| 1948 | Staffan Stockenberg                  | Dezső Vad                            | 6–0, 6–8, 5–7, 6–4, 6–2              |
| 1949 | Staffan Stockenberg                  | John Horn                            | 6–2, 6–1                             |
| 1950 | John Horn                            | Kamel Moubarek                       | 6–0, 6–2                             |
| 1951 | Johann Kupferburger                  | Kamel Moubarek                       | 6–2, 6–1                             |
| 1952 | Bobby Wilson                         | Trevor Fancutt                       | 6–3, 6–3                             |
| 1953 | Billy Knight                         | Ramanathan Krishnan                  | 7–5, 6–4                             |
| 1954 | Ramanathan Krishnan                  | Ashley Cooper                        | 6–2, 7–5                             |
| 1955 | Mike Hann                            | Jan-Erik Lundqvist                   | 6–0, 11–9                            |
| 1956 | Ronnie Holmberg                      | Rod Laver                            | 6–1, 6–1                             |
| 1957 | Jimmy Tattersall                     | Ivo Ribeiro                          | 6–2, 6–1                             |
| 1958 | Butch Buchholz                       | Premjit Lall                         | 6–1, 6–3                             |
| 1959 | Toomas Leius                         | Ronnie Barnes                        | 6–2, 6–4                             |
| 1960 | Rod Mandelstam                       | Jaidip Mukerjea                      | 1–6, 8–6, 6–4                        |
| 1961 | Clark Graebner                       | Ernst Blanke                         | 6–3, 9–7                             |
| 1962 | Stanley Matthews                     | Alex Metreveli                       | 6–2, 6–4                             |
| 1963 | Nicholas Kalogeropoulos              | Ismail El Shafei                     | 6–4, 6–3                             |
| 1964 | Ismail El Shafei                     | Vladimir Korotkov                    | 6–2, 6–3                             |
| 1965 | Vladimir Korotkov                    | Georges Goven                        | 6–2, 3–6, 6–2                        |
| 1966 | Vladimir Korotkov                    | Brian Fairlie                        | 6–2, 3–6, 6–2                        |
| 1967 | Manuel Orantes                       | Mike Estep                           | 6–2, 6–0                             |
| 1968 | John Alexander                       | Jacques Thamin                       | 6–1, 6–2                             |
| 1969 | Byron Bertram                        | John Alexander                       | 7–5, 5–7, 6–4                        |
| 1970 | Byron Bertram                        | Frank Gebert                         | 6–0, 6–3                             |
| 1971 | Robert Kreiss                        | Stephen Warboys                      | 2–6, 6–4, 6–3                        |
| 1972 | Björn Borg                           | Buster Mottram                       | 6–3, 4–6, 7–5                        |
| 1973 | Billy Martin                         | Colin Dowdeswell                     | 6–2, 6–4                             |
| 1974 | Billy Martin                         | Ashok Amritraj                       | 6–2, 6–1                             |
| 1975 | Chris Lewis                          | Ricardo Ycaza                        | 6–1, 6–4                             |
| 1976 | Heinz Günthardt                      | Peter Elter                          | 6–4, 7–5                             |
| 1977 | Van Winitsky                         | Eliot Teltscher                      | 6–1, 1–6, 8–6                        |
| 1978 | Ivan Lendl                           | Jeff Turpin                          | 6–3, 6–4                             |
| 1979 | Ramesh Krishnan                      | Dave Siegler                         | 6–0, 6–2                             |
| 1980 | Thierry Tulasne                      | Hans-Dieter Beutel                   | 6–4, 3–6, 6–4                        |
| 1981 | Matt Anger                           | Pat Cash                             | 7–6(3), 7–5                          |
| 1982 | Pat Cash                             | Henrik Sundström                     | 6–4, 6–7(5), 6–3                     |
| 1983 | Stefan Edberg                        | John Frawley                         | 6–3, 7–6(5)                          |
| 1984 | Mark Kratzmann                       | Stefan Kruger                        | 6–4, 4–6, 6–3                        |
| 1985 | Leonardo Lavalle                     | Eduardo Vélez                        | 6–4, 6–4                             |
| 1986 | Eduardo Vélez                        | Javier Sánchez                       | 6–3, 7–5                             |
| 1987 | Diego Nargiso                        | Jason Stoltenberg                    | 7–6(6), 6–4                          |
| 1988 | Nicolás Pereira                      | Guillaume Raoux                      | 7–6(4), 6–2                          |
| 1989 | Nicklas Kulti                        | Todd Woodbridge                      | 6–4, 6–3                             |
| 1990 | Leander Paes                         | Marcos Ondruska                      | 7–5, 2–6, 6–4                        |
| 1991 | Thomas Enqvist                       | Michael Joyce                        | 6–4, 6–3                             |
| 1992 | David Škoch                          | Brian Dunn                           | 6–4, 6–3                             |
| 1993 | Răzvan Sabău                         | Jimy Szymanski                       | 6–1, 6–3                             |
| 1994 | Scott Humphries                      | Mark Philippoussis                   | 7–6(5), 3–6, 6–4                     |
| 1995 | Olivier Mutis                        | Nicolas Kiefer                       | 6–2, 6–2                             |
| 1996 | Vladimir Voltsjkov                   | Ivan Ljubičić                        | 3–6, 6–2, 6–3                        |
| 1997 | Wesley Whitehouse                    | Daniel Elsner                        | 6–3, 7–6(6)                          |
| 1998 | Roger Federer                        | Irakli Labadze                       | 6–4, 6–4                             |
| 1999 | Jürgen Melzer                        | Kristian Pless                       | 3–6, 6–3, 7–5                        |
| 2000 | Nicolas Mahut                        | Mario Ančić                          | 4–6, 6–1, 6–3                        |
| 2001 | Roman Valent                         | Gilles Müller                        | 3–6, 7–5, 6–3                        |
| 2002 | Todd Reid                            | Lamine Ouahab                        | 7–6(5), 6–4                          |
| 2003 | Florin Mergea                        | Chris Guccione                       | 6–2, 7–6(3)                          |
| 2004 | Gaël Monfils                         | Miles Kasiri                         | 7–5, 7–6(6)                          |
| 2005 | Jérémy Chardy                        | Robin Haase                          | 6–4, 6–3                             |
| 2006 | Thiemo de Bakker                     | Marcin Gawron                        | 6–2, 7–6(4)                          |
| 2007 | Donald Young                         | Vladimir Ignatik                     | 7–5, 6–1                             |
| 2008 | Grigor Dimitrov                      | Henri Kontinen                       | 7–5, 6–3                             |
| 2009 | Andrej Koeznetsov                    | Jordan Cox                           | 4—6, 6–2, 6–2                        |
| 2010 | Márton Fucsovics                     | Benjamin Mitchell                    | 6–4, 6–4                             |
| 2011 | Luke Saville                         | Liam Broady                          | 2–6, 6–4, 6–2                        |
| 2012 | Filip Peliwo                         | Luke Saville                         | 7–5, 6–4                             |
| 2013 | Gianluigi Quinzi                     | Chung Hyeon                          | 7–5, 7–6(2)                          |
| 2014 | Noah Rubin                           | Stefan Kozlov                        | 6–4, 4–6, 6–3                        |
| 2015 | Reilly Opelka                        | Mikael Ymer                          | 7–6(5), 6–4                          |
| 2016 | Denis Shapovalov                     | Alex de Minaur                       | 4–6, 6–1, 6–3                        |
| 2017 | Alejandro Davidovich Fokina          | Axel Geller                          | 7–6(2), 6–3                          |
| 2018 | Tseng Chun-hsin                      | Jack Draper                          | 6–1, 6–7(2), 6–4                     |
| 2019 | Shintaro Mochizuki                   | Carlos Gimeno Valero                 | 6–3, 6–2                             |
| 2020 | Niet gehouden vanwege coronapandemie | Niet gehouden vanwege coronapandemie | Niet gehouden vanwege coronapandemie |
| 2021 | Samir Banerjee                       | Victor Lilov                         | 7–5, 6–3                             |
| 2022 | Mili Poljičak                        | Michael Zheng                        | 7–6(2), 7–6(3)                       |
| 2023 | Henry Searle                         | Jaroslav Demin                       | 6–4, 6–4                             |
| 2024 | Nicolai Budkov Kjær                  | Mees Röttgering                      | 6–3, 6–3                             |
| 2025 | Ivan Ivanov                          | Ronit Karki                          | 6–2, 6–3                             |

### Meisjesenkelspel
| Jaar | Winnares                             | Verliezend finaliste                 | Uitslag                              |
| ---- | ------------------------------------ | ------------------------------------ | ------------------------------------ |
| 1947 | Geneviève Domken                     | Birgit Wallen                        | 6–1, 6–4                             |
| 1948 | Olga Mišková                         | Violette Rigollet                    | 6–4, 6–2                             |
| 1949 | Christiane Mercelis                  | Susan Partridge                      | 6–4, 6–2                             |
| 1950 | Lorna Cornell                        | Astrid Winther                       | 6–3, 6–4                             |
| 1951 | Lorna Cornell                        | Silvana Lazzarino                    | 6–2, 6–4                             |
| 1952 | Fenny ten Bosch                      | Rita Davar                           | 5–7, 6–1, 7–5                        |
| 1953 | Dora Kilian                          | Valerie Pitt                         | 6–4, 4–6, 6–1                        |
| 1954 | Valerie Pitt                         | Colette Monnot                       | 5–7, 6–3, 6–2                        |
| 1955 | Sheila Armstrong                     | Béatrice de Chambure                 | 6–2, 6–4                             |
| 1956 | Ann Haydon                           | Ilse Buding                          | 6–3, 6–4                             |
| 1957 | Mimi Arnold                          | Rosie Reyes                          | 8–6, 6–2                             |
| 1958 | Sally Moore                          | Anna Dmitrieva                       | 6–2, 6–4                             |
| 1959 | Joan Cross                           | Doris Schuster                       | 6–1, 6–1                             |
| 1960 | Karen Hantze                         | Lynne Hutchings                      | 6–4, 6–4                             |
| 1961 | Galina Baksjejeva                    | Katherine Chabot                     | 6–4, 8–6                             |
| 1962 | Galina Baksjejeva                    | Elizabeth Terry                      | 6–4, 6–2                             |
| 1963 | Monique Salfati                      | Kaye Dening                          | 6–4, 6–1                             |
| 1964 | Peaches Bartkowicz                   | Elena Subirats                       | 6–3, 6–1                             |
| 1965 | Olga Morozova                        | Raquel Giscafré                      | 6–3, 6–3                             |
| 1966 | Birgitta Lindström                   | Judy Congdon                         | 7–5, 6–3                             |
| 1967 | Judith Salomé                        | Maria Strandberg                     | 6–4, 6–2                             |
| 1968 | Kristy Pigeon                        | Lesley Hunt                          | 6–4, 6–3                             |
| 1969 | Kazuko Sawamatsu                     | Brenda Kirk                          | 6–3, 1–6, 7–5                        |
| 1970 | Sharon Walsh                         | Marina Krosjina                      | 8–6, 6–4                             |
| 1971 | Marina Krosjina                      | Sue Minford                          | 6–4, 6–4                             |
| 1972 | Ilana Kloss                          | Glynis Coles                         | 6–4, 4–6, 6–4                        |
| 1973 | Ann Kiyomura                         | Martina Navrátilová                  | 6–4, 7–5                             |
| 1974 | Mima Jaušovec                        | Mariana Simionescu                   | 7–5, 6–4                             |
| 1975 | Natasha Chmyreva                     | Regina Maršíková                     | 6–4, 6–3                             |
| 1976 | Natasha Chmyreva                     | Marise Kruger                        | 6–3, 2–6, 6–1                        |
| 1977 | Lea Antonoplis                       | Peanut Louie                         | 7–5, 6–1                             |
| 1978 | Tracy Austin                         | Hana Mandlíková                      | 6–0, 3–6, 6–4                        |
| 1979 | Mary-Lou Piatek                      | Alycia Moulton                       | 6–1, 6–3                             |
| 1980 | Debbie Freeman                       | Susan Leo                            | 6–1, 6–3                             |
| 1981 | Zina Garrison                        | Rene Uys                             | 6–4, 3–6, 6–0                        |
| 1982 | Catherine Tanvier                    | Helena Suková                        | 6–2, 6–3                             |
| 1983 | Pascale Paradis                      | Patricia Hy                          | 6–2, 7-5                             |
| 1984 | Annabel Croft                        | Elna Reinach                         | 3–6, 6–3, 6–2                        |
| 1985 | Andrea Holíková                      | Jenny Byrne                          | 7–5, 6–1                             |
| 1986 | Natallja Zverava                     | Leila Meschi                         | 2–6, 6–2, 9–7                        |
| 1987 | Natallja Zverava                     | Julie Halard                         | 6–4, 6–4                             |
| 1988 | Brenda Schultz                       | Emmanuelle Derly                     | 7–6(5), 6–1                          |
| 1989 | Andrea Strnadová                     | Meredith McGrath                     | 6–2, 6–3                             |
| 1990 | Andrea Strnadová                     | Kirrily Sharpe                       | 6–2, 6–4                             |
| 1991 | Barbara Rittner                      | Jekaterina Makarova                  | 6–7(6), 6–2, 6–3                     |
| 1992 | Chanda Rubin                         | Laurence Courtois                    | 6–2, 7–5                             |
| 1993 | Nancy Feber                          | Rita Grande                          | 7–6(3), 1–6, 6–2                     |
| 1994 | Martina Hingis                       | Jeon Mi-ra                           | 7–5, 6–4                             |
| 1995 | Aleksandra Olsza                     | Tamarine Tanasugarn                  | 7–5, 7–6(6)                          |
| 1996 | Amélie Mauresmo                      | Magüi Serna                          | 4–6, 6–3, 6–4                        |
| 1997 | Cara Black                           | Brie Rippner                         | 6–3, 7–5                             |
| 1998 | Katarina Srebotnik                   | Kim Clijsters                        | 6–4, 6–3                             |
| 1999 | Iroda Tulyaganova                    | Lina Krasnoroetskaja                 | 7–6(3), 6–3                          |
| 2000 | María Emilia Salerni                 | Tetjana Perebyjnis                   | 6–4, 7–5                             |
| 2001 | Angelique Widjaja                    | Dinara Safina                        | 6–4, 0–6, 7–5                        |
| 2002 | Vera Doesjevina                      | Maria Sjarapova                      | 4–6, 6–1, 6–2                        |
| 2003 | Kirsten Flipkens                     | Anna Tsjakvetadze                    | 6–4, 3–6, 6–3                        |
| 2004 | Kateryna Bondarenko                  | Ana Ivanović                         | 6–4, 6–7(2), 6–2                     |
| 2005 | Agnieszka Radwańska                  | Tamira Paszek                        | 6–3, 6–4                             |
| 2006 | Caroline Wozniacki                   | Magdaléna Rybáriková                 | 3–6, 6–1, 6–3                        |
| 2007 | Urszula Radwańska                    | Madison Brengle                      | 2–6, 6–3, 6–0                        |
| 2008 | Laura Robson                         | Noppawan Lertcheewakarn              | 6–3, 3–6, 6–1                        |
| 2009 | Noppawan Lertcheewakarn              | Kristina Mladenovic                  | 3–6, 6–3, 6–1                        |
| 2010 | Kristýna Plíšková                    | Sachie Ishizu                        | 6–3, 4–6, 6–4                        |
| 2011 | Ashleigh Barty                       | Irina Chromatsjova                   | 7–5, 7–6(3)                          |
| 2012 | Eugenie Bouchard                     | Elina Svitolina                      | 6–2, 6–2                             |
| 2013 | Belinda Bencic                       | Taylor Townsend                      | 4–6, 6–1, 6–4                        |
| 2014 | Jeļena Ostapenko                     | Kristína Schmiedlová                 | 2–6, 6–3, 6–0                        |
| 2015 | Sofja Zjoek                          | Anna Blinkova                        | 7–5, 6–4                             |
| 2016 | Anastasija Potapova                  | Dajana Jastremska                    | 6–4, 6–3                             |
| 2017 | Claire Liu                           | Ann Li                               | 6–2, 5–7, 6–2                        |
| 2018 | Iga Świątek                          | Leonie Küng                          | 6–4, 6–2                             |
| 2019 | Darija Snihoer                       | Alexa Noel                           | 6−4, 6−4                             |
| 2020 | Niet gehouden vanwege coronapandemie | Niet gehouden vanwege coronapandemie | Niet gehouden vanwege coronapandemie |
| 2021 | Ane Mintegi del Olmo                 | Nastasja Schunk                      | 2–6, 6–4, 6–1                        |
| 2022 | Liv Hovde                            | Luca Udvardy                         | 6–3, 6–4                             |
| 2023 | Clervie Ngounoue                     | Nikola Bartůňková                    | 6–2, 6–2                             |
| 2024 | Renáta Jamrichová                    | Emerson Jones                        | 6–3, 6–4                             |
| 2025 | Mia Pohánková                        | Julieta Pareja                       | 6–3, 6–1                             |

### Jongensenkelspel onder 14 jaar
| Jaar | Winnaar           | Verliezend finalist    | Uitslag            |
| ---- | ----------------- | ---------------------- | ------------------ |
| 2022 | Cho Se-hyuk       | Carel Aubriel Ngounoue | 7–6(5), 6–3        |
| 2023 | Mark Ceban        | Svit Suljić            | 7–6(5), 6–3        |
| 2024 | Takahiro Kawaguch | Jordan Lee             | 6–3, 6–1           |
| 2025 | Moritz Freitag    | Rafael Pagonis         | 4-6, 6-1, [10-4] 1 |

### Meisjesenkelspel onder 14 jaar
| Jaar | Winnares        | Verliezend finaliste | Uitslag          |
| ---- | --------------- | -------------------- | ---------------- |
| 2022 | Cho Se-hyuk     | Andreea Diana Soare  | 7–6(2), 6–4      |
| 2023 | Luna Vujović    | Hollie Smart         | 6–3, 6–1         |
| 2024 | Jana Kovačková  | Keisija Bērziņa      | 5–7, 6–3, [10-2] |
| 2025 | Sakino Miyazawa | Sofija Bielinska     | 3-6, 7-5, [10-5] |

### Jongensdubbelspel
| Jaar | Winnaars                                  | Verliezend finalisten                     | Uitslag                              |
| ---- | ----------------------------------------- | ----------------------------------------- | ------------------------------------ |
| 1982 | Pat Cash John Frawley                     | Rick Leach John Ross                      | 6–4, 6–7(5), 6–3                     |
| 1983 | Mark Kratzmann Simon Youl                 | Mihnea-Ion Năstase Olli Rahnasto          | 6–4, 6–4                             |
| 1984 | Ricky Brown Robbie Weiss                  | Mark Kratzmann Jonas Svensson             | 1–6, 6–4, 11–9                       |
| 1985 | Agustín Moreno Jaime Yzaga                | Petr Korda Cyril Suk                      | 7–6(3), 6–4                          |
| 1986 | Tomás Carbonell Petr Korda                | Shane Barr Hubert Karrasch                | 6–1, 6–1                             |
| 1987 | Jason Stoltenberg Todd Woodbridge         | Diego Nargiso Eugenio Rossi               | 6–3, 7–6(2)                          |
| 1988 | Jason Stoltenberg Todd Woodbridge         | David Rikl Tomáš Zdražila                 | 6–4, 1–6, 7–5                        |
| 1989 | Jared Palmer Jonathan Stark               | John-Laffnie de Jager Wayne Ferreira      | 7–6(4), 7–6(2)                       |
| 1990 | Sébastien Lareau Sébastien Leblanc        | Clinton Marsh Marcos Ondruska             | 7–6(5), 4–6, 6–3                     |
| 1991 | Karim Alami Greg Rusedski                 | John-Laffnie de Jager Andrej Medvedev     | 1–6, 7–6(4), 6–4                     |
| 1992 | Steven Baldas Scott Draper                | Mahesh Bhupathi Nitin Kirtane             | 6–1, 4–6, 9–7                        |
| 1993 | Steven Downs James Greenhalgh             | Neville Godwin Gareth Williams            | 6–7(6), 7–6(4), 7–5                  |
| 1994 | Ben Ellwood Mark Philippoussis            | Vladimír Pláteník Ricardo Schlachter      | 6–2, 6–4                             |
| 1995 | Martin Lee James Trotman                  | Alejandro Hernández Mariano Puerta        | 7–6(2), 6–4                          |
| 1996 | Daniele Bracciali Jocelyn Robichaud       | Damien Roberts Wesley Whitehouse          | 6–2, 6–4                             |
| 1997 | Luis Horna Nicolás Massú                  | Jaco van der Westhuizen Wesley Whitehouse | 6–4, 6–2                             |
| 1998 | Roger Federer Olivier Rochus              | Michaël Llodra Andy Ram                   | 6–4, 6–4                             |
| 1999 | Guillermo Coria David Nalbandian          | Todor Enev Jarkko Nieminen                | 7–5, 6–4                             |
| 2000 | Dominique Coene Kristof Vliegen           | Andrew Banks Benjamin Riby                | 6–3, 1–6, 6–3                        |
| 2001 | Frank Dancevic Giovanni Lapentti          | Bruno Echagaray Santiago González         | 6–1, 6–4                             |
| 2002 | Florin Mergea Horia Tecău                 | Brian Baker Rajeev Ram                    | 6–4, 4–6, 6–4                        |
| 2003 | Florin Mergea Horia Tecău                 | Adam Feeney Chris Guccione                | 7–6(4), 7–5                          |
| 2004 | Brendan Evans Scott Oudsema               | Robin Haase Viktor Troicki                | 6–4, 6–4                             |
| 2005 | Jesse Levine Michael Shabaz               | Samuel Groth Andrew Kennaugh              | 6–4, 6–1                             |
| 2006 | Kellen Damico Nathaniel Schnugg           | Martin Kližan Andrej Martin               | 7–6(7), 6–2                          |
| 2007 | Daniel Alejandro López Matteo Trevisan    | Roman Jebavý Martin Kližan                | 7–6(5), 4–6, [10–8]                  |
| 2008 | Hsieh Cheng-peng Yang Tsung-hua           | Matt Reid Bernard Tomic                   | 6–4, 2–6, 12–10                      |
| 2009 | Pierre-Hugues Herbert Kevin Krawietz      | Julien Obry Adrien Puget                  | 6–7(3), 6–2, 12–10                   |
| 2010 | Liam Broady Tom Farquharson               | Lewis Burton George Morgan                | 7–6(4), 6–4                          |
| 2011 | George Morgan Mate Pavić                  | Oliver Golding Jiří Veselý                | 3–6, 6–4, 7–5                        |
| 2012 | Andrew Harris Nick Kyrgios                | Matteo Donati Pietro Licciardi            | 6–2, 6–4                             |
| 2013 | Thanasi Kokkinakis Nick Kyrgios           | Enzo Couacaud Stefano Napolitano          | 6–2, 6–3                             |
| 2014 | Orlando Luz Marcelo Zormann               | Stefan Kozlov Andrej Roebljov             | 6–4, 3–6, 8–6                        |
| 2015 | Lý Hoàng Nam Sumit Nagal                  | Reilly Opelka Akira Santillan             | 7–6(4), 6–4                          |
| 2016 | Kenneth Raisma Stéfanos Tsitsipás         | Félix Auger-Aliassime Denis Shapovalov    | 4–6, 6–4, 6–2                        |
| 2017 | Axel Geller Hsu Yu-hsiou                  | Jurij Rodionov Michael Vrbenský           | 6–4, 6–4                             |
| 2018 | Yankı Erel Otto Virtanen                  | Nicolás Mejía Ondřej Štyler               | 7–6(5), 6–4                          |
| 2019 | Jonáš Forejtek Jiří Lehečka               | Liam Draxl Govind Nanda                   | 7−5, 6−4                             |
| 2020 | Niet gehouden vanwege coronapandemie      | Niet gehouden vanwege coronapandemie      | Niet gehouden vanwege coronapandemie |
| 2021 | Edas Butvilas Alejandro Manzanera Pertusa | Daniel Rincón Abedallah Shelbayh          | 6–3, 6–4                             |
| 2022 | Sebastian Gorzny Alex Michelsen           | Gabriel Debru Paul Inchauspé              | 7–6(5), 6–3                          |
| 2023 | Jakub Filip Gabriele Vulpitta             | Branko Đurić Arthur Gea                   | 6–3, 6–3                             |
| 2024 | Alexander Razeghi Max Schönhaus           | Jan Klimas Jan Kumstát                    | 7–6, 6–4                             |
| 2025 | Oskari Paldanius Alan Ważny               | Oliver Bonding Jagger Leach               | 5-7, 7-6, [10-5]                     |

### Meisjesdubbelspel
| Jaar | Winnaars                                      | Verliezend finalisten                   | Uitslag                              |
| ---- | --------------------------------------------- | --------------------------------------- | ------------------------------------ |
| 1982 | Penny Barg Beth Herr                          | Barbara Gerken Gretchen Rush            | 6–1, 6–4                             |
| 1983 | Patty Fendick Patricia Hy                     | Carin Anderholm Helena Olsson           | 6–1, 7–5                             |
| 1984 | Caroline Kuhlman Stephanie Rehe               | Viktorija Milvidskaja Larisa Savtsjenko | 6–3, 5–7, 6–4                        |
| 1985 | Louise Field Janine Thompson                  | Elna Reinach Julie Richardson           | 6–1, 6–2                             |
| 1986 | Michelle Jaggard Lisa O'Neill                 | Leila Meschi Natallja Zverava           | 7–6(3), 6–7(4–7), 6–4                |
| 1987 | Natalia Medvedeva Natallja Zverava            | Kim Il-soon Paulette Moreno             | 6-2, 5-7, 6-0                        |
| 1988 | Jo-Anne Faull Rachel McQuillan                | Alexia Dechaume Emmanuelle Derly        | 4–6, 6–2, 6–3                        |
| 1989 | Jennifer Capriati Meredith McGrath            | Andrea Strnadová Eva Švíglerová         | 6–4, 6–2                             |
| 1990 | Karina Habšudová Andrea Strnadová             | Nicole Pratt Kirrily Sharpe             | 6–3, 6–2                             |
| 1991 | Catherine Barclay Limor Zaltz                 | Joanne Limmer Angie Woolcock            | 6–4, 6–4                             |
| 1992 | Maija Avotins Lisa McShear                    | Pam Nelson Julie Steven                 | 2–6, 6–4, 6–3                        |
| 1993 | Laurence Courtois Nancy Feber                 | Hiroko Mochizuki Yuka Yoshida           | 6–3, 6–4                             |
| 1994 | Nannie de Villiers Lizzie Jelfs               | Corina Morariu Ludmila Varmužová        | 6–3, 6–4                             |
| 1995 | Cara Black Aleksandra Olsza                   | Trudi Musgrave Jodi Richardson          | 6–0, 7–6(5)                          |
| 1996 | Volha Barabansjtsjikava Amélie Mauresmo       | Lilia Osterloh Samantha Reeves          | 5–7, 6–3, 6–1                        |
| 1997 | Cara Black Irina Seljoetina                   | Maja Matevžič Katarina Srebotnik        | 3-6, 7-5, 6-3                        |
| 1998 | Eva Dyrberg Jelena Kostanić                   | Petra Rampre Iroda Tulyaganova          | 6–2, 7–6(5)                          |
| 1999 | Dája Bedáňová María Emilia Salerni            | Tetjana Perebyjnis Iroda Tulyaganova    | 6–1, 2–6, 6–2                        |
| 2000 | Ioana Gașpar Tetjana Perebyjnis               | Dája Bedáňová María Emilia Salerni      | 7-6, 6-3                             |
| 2001 | Gisela Dulko Ashley Harkleroad                | Christina Horiatopoulos Bethanie Mattek | 6–3, 6–1                             |
| 2002 | Elke Clijsters Barbora Strýcová               | Ally Baker Anna-Lena Grönefeld          | 6–4, 5–7, 8–6                        |
| 2003 | Alisa Klejbanova Sania Mirza                  | Kateřina Böhmová Michaëlla Krajicek     | 2–6, 6–3, 6–2                        |
| 2004 | Viktoryja Azarenka Volha Havartsova           | Marina Erakovic Monica Niculescu        | 6-4, 3-6, 6-4                        |
| 2005 | Viktoryja Azarenka Ágnes Szávay               | Marina Erakovic Monica Niculescu        | 6-7, 6-2, 6-0                        |
| 2006 | Alisa Klejbanova Anastasija Pavljoetsjenkova  | Kristina Antoniychuk Alexandra Dulgheru | 6–1, 6–2                             |
| 2007 | Anastasija Pavljoetsjenkova Urszula Radwańska | Misaki Doi Kurumi Nara                  | 6–4, 2–6, [10–7]                     |
| 2008 | Polona Hercog Jessica Moore                   | Isabella Holland Sally Peers            | 6–3, 1–6, 6–2                        |
| 2009 | Noppawan Lertcheewakarn Sally Peers           | Kristina Mladenovic Silvia Njirić       | 6–1, 6–1                             |
| 2010 | Tímea Babos Sloane Stephens                   | Irina Chromatsjova Elina Svitolina      | 6–7(7), 6–2, 6–2                     |
| 2011 | Eugenie Bouchard Grace Min                    | Demi Schuurs Tang Haochen               | 6–4, 3–6, 7–5                        |
| 2012 | Eugenie Bouchard Taylor Townsend              | Belinda Bencic Ana Konjuh               | 6–4, 6–3                             |
| 2013 | Barbora Krejčíková Kateřina Siniaková         | Anhelina Kalinina Iryna Sjymanovitsj    | 6-3, 6-1                             |
| 2014 | Tami Grende Ye Qiuyu                          | Marie Bouzková Dalma Gálfi              | 6–2, 7–6(5)                          |
| 2015 | Dalma Gálfi Fanny Stollár                     | Vera Lapko Tereza Mihalíková            | 6–3, 6–2                             |
| 2016 | Usue Maitane Arconada Claire Liu              | Mariam Bolkvadze Caty McNally           | 6–2, 6–3                             |
| 2017 | Olga Danilović Kaja Juvan                     | Caty McNally Whitney Osuigwe            | 6–4, 6–3                             |
| 2018 | Wang Xinyu Wang Xiyu                          | Caty McNally Whitney Osuigwe            | 6–2, 6–1                             |
| 2019 | Savannah Broadus Abigail Forbes               | Kamilla Bartone Oksana Selechmetjeva    | 7–5, 5–7, 6–2                        |
| 2020 | Niet gehouden vanwege coronapandemie          | Niet gehouden vanwege coronapandemie    | Niet gehouden vanwege coronapandemie |
| 2021 | Kristina Dmitruk Diana Sjnajder               | Sofia Costoulas Laura Hietaranta        | 6–1, 6–2                             |
| 2022 | Rose Marie Nijkamp Angella Okutoyi            | Kayla Cross Victoria Mboko              | 3–6, 6–4, [11–9]                     |
| 2023 | Alena Kovačková Laura Samsonová               | Hannah Klugman Isabelle Lacy            | 6–4, 7–5                             |
| 2024 | Tyra Caterina Grant Iva Jovic                 | Mika Stojsavljevic Mingge Xu            | 7–5, 4–6, [10-8]                     |
| 2025 | Kristina Penickova Vendula Valdmannová        | Thea Frodin Julieta Pareja              | 6-4, 6-2                             |